# Verőce (Magyarország)
Verőce (korábban: Nógrádverőce, németül: Werowitz, szlovákul: Verovce) község Pest vármegyében, a Szobi járásban.

## Fekvése

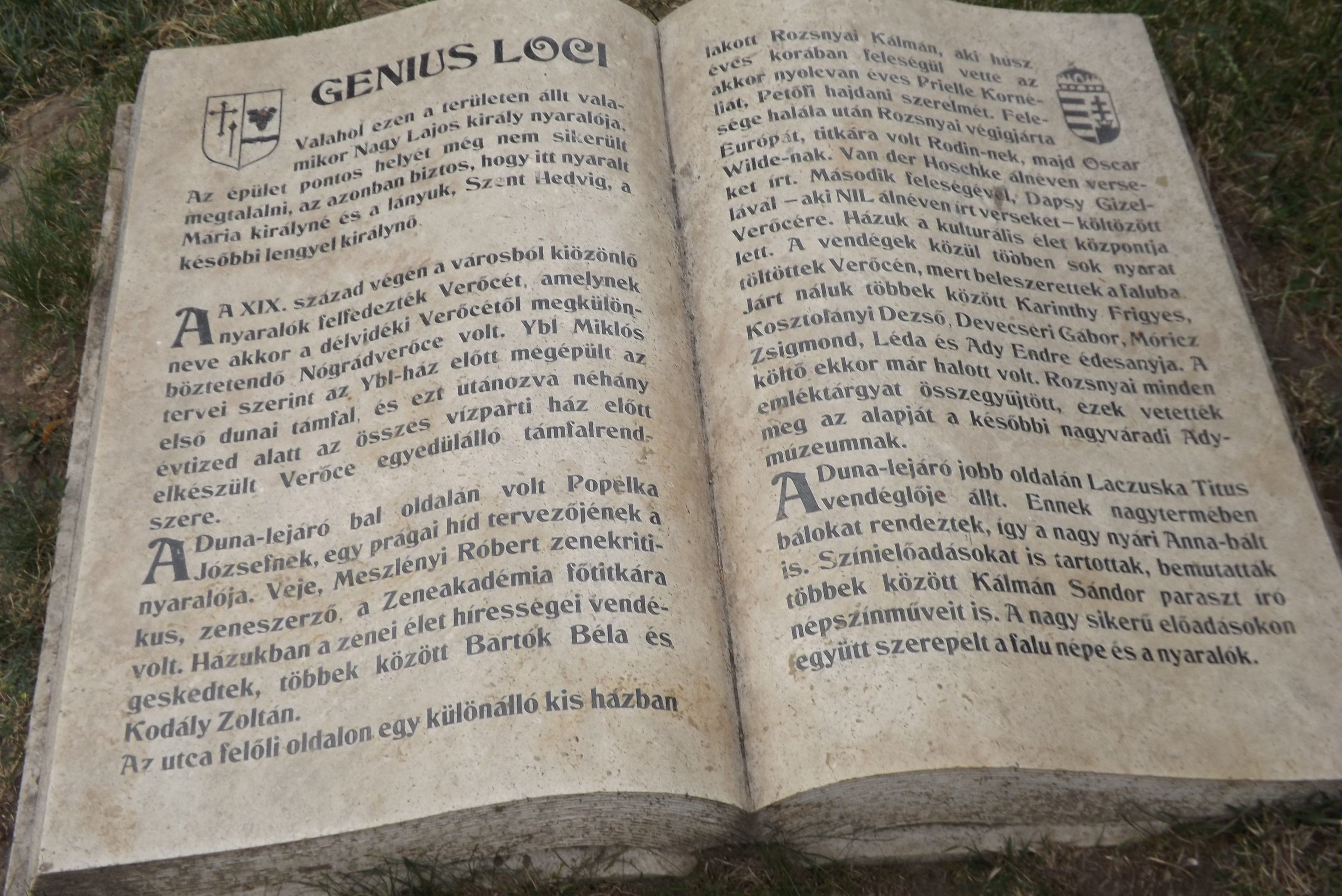
Verőce története a város főterén

A Dunakanyarban Vác és Szob között a Duna bal partján fekszik. Közúton a legegyszerűbben a 2-es főúton lehet eljutni Verőcére, de Szendehely és Rétság irányából megközelíthető a település a 12 101-es úton is; Magyarkút településrészt a 12 102-es, Aranyoskutat pedig a 12 119-es út szolgálja ki. Kerékpárral elkerülhető a közúti forgalom a Váctól kiépített kerékpárúton.
Elérhető Verőce vasúton és vízi úton is. A községen két vasútvonal is áthalad, a 70-es számú Budapest–Szob-vasútvonal és a 75-ös számú Vác–Balassagyarmat-vasútvonal. Előbbinek egy állomása, utóbbinak három megállóhelye van a településen: Verőce vasútállomás a központban, a szobi vonalon, Fenyveshegy megállóhely [korábban Verőce-Fenyves], Magyarkút-Verőce megállóhely és Magyarkút megállóhely pedig a balassagyarmati vonalon. Verőce vasútállomás közúti megközelítését a 12-es főútból kiágazó 12 305-ös út, Magyarkút-Verőce megállóhelyét pedig a 12 101-esből kiágazó 12 304-es út biztosítja.

## Nevének eredete
Nevének eredetét kétféleképpen magyarázzák: az egyik változat szerint kaput jelent, míg a másik változat szerint nevét a Dunába torkolló Nagy-völgy patak régi elnevezéséről (Verőce-patak) kapta. A szó szláv eredetű és olyan vizet jelent, amelyben sok az örvény.

## Története

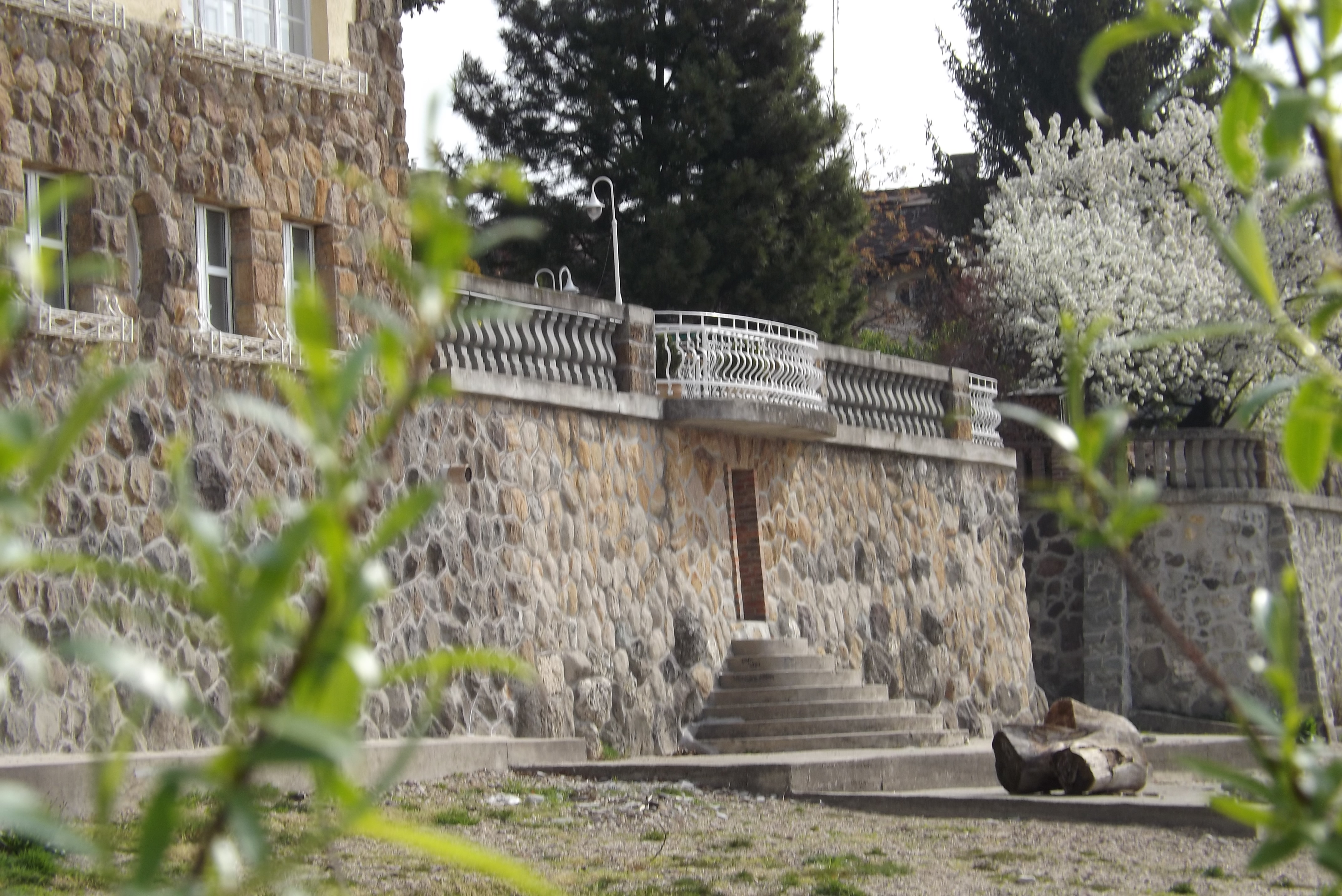
Az Ybl Miklós tervei alapján épített Duna-parti támfal egy részlete

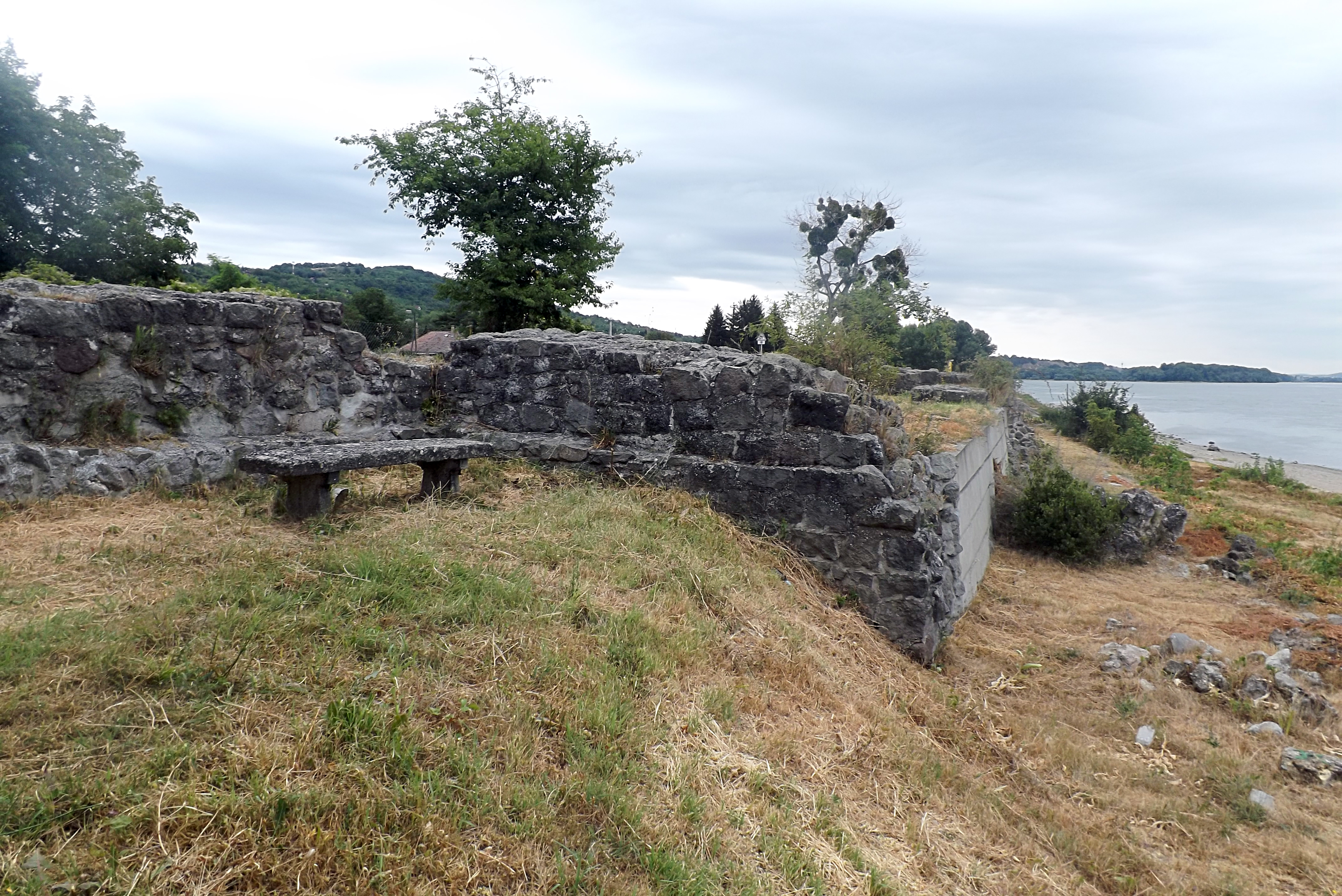
Római kori hídfőállás romjai a verőcei Dunaparton

Területén az őskorból és a római korból származó leletek kerültek elő. A település szélén, a Dunaparton még ma is állnak egy római őrtorony maradványai, Valentianus császár korából. A nevét 1444–1460 között említette először oklevél. A település a váci püspökség ősi birtokai közé tartozott, az 1400-as években már mezővárosi (oppidum) rangja volt. A sorsa a török hódoltság alatt a szomszédos településekhez (Nagymaros, Visegrád) hasonlóan alakult, lakossága megritkult. 1597-ben a feljegyzések szerint a törökök és a magyarok között ütközet zajlott le itt. 1598-ban ismét a váci püspökség birtokai közt találjuk, és később is mindvégig a váci püspök birtoka maradt. Az 1715. évi összeírásokkor 12 magyar, 1720-ban 19 magyar és 2 tót háztartást írtak itt össze. A török hódoltság után a községet a Felvidékről visszatért magyarok, az ide telepített szlávok és németek építették újjá.
Az 1950-es megyerendezéssel került Nógrád vármegye Nógrádi járásából Pest megyébe. 1965-ben változtatták Nógrádverőcéről Verőcére a település nevét. 1974. december 31-én Verőcemaros néven egyesítették Kismarossal. 1990. január 1-jén alakult újra önálló községgé.

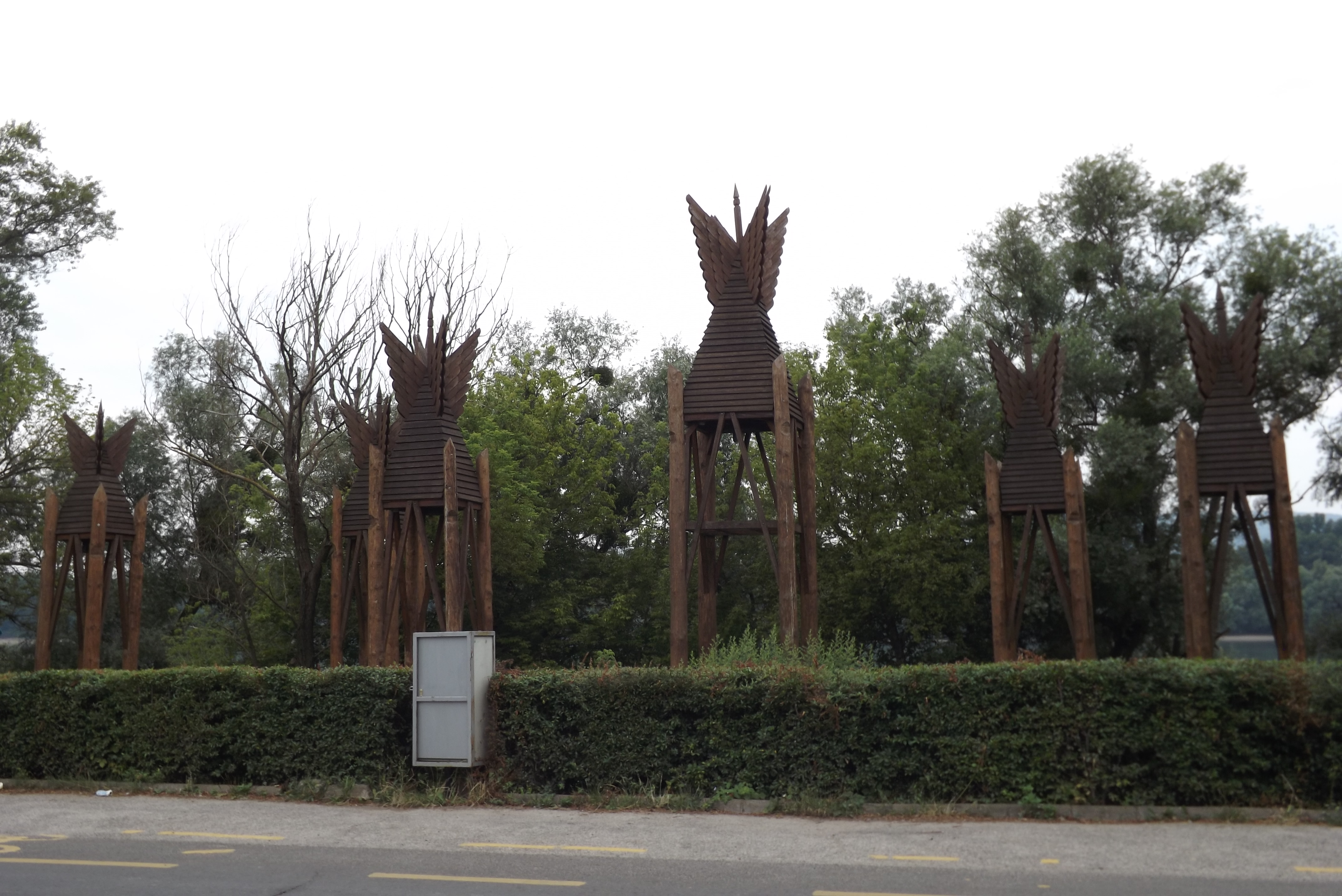
Hétvezér haranglábak a Duna partján (Harangjátékuk a solymári Szalonkai Lajos munkája)

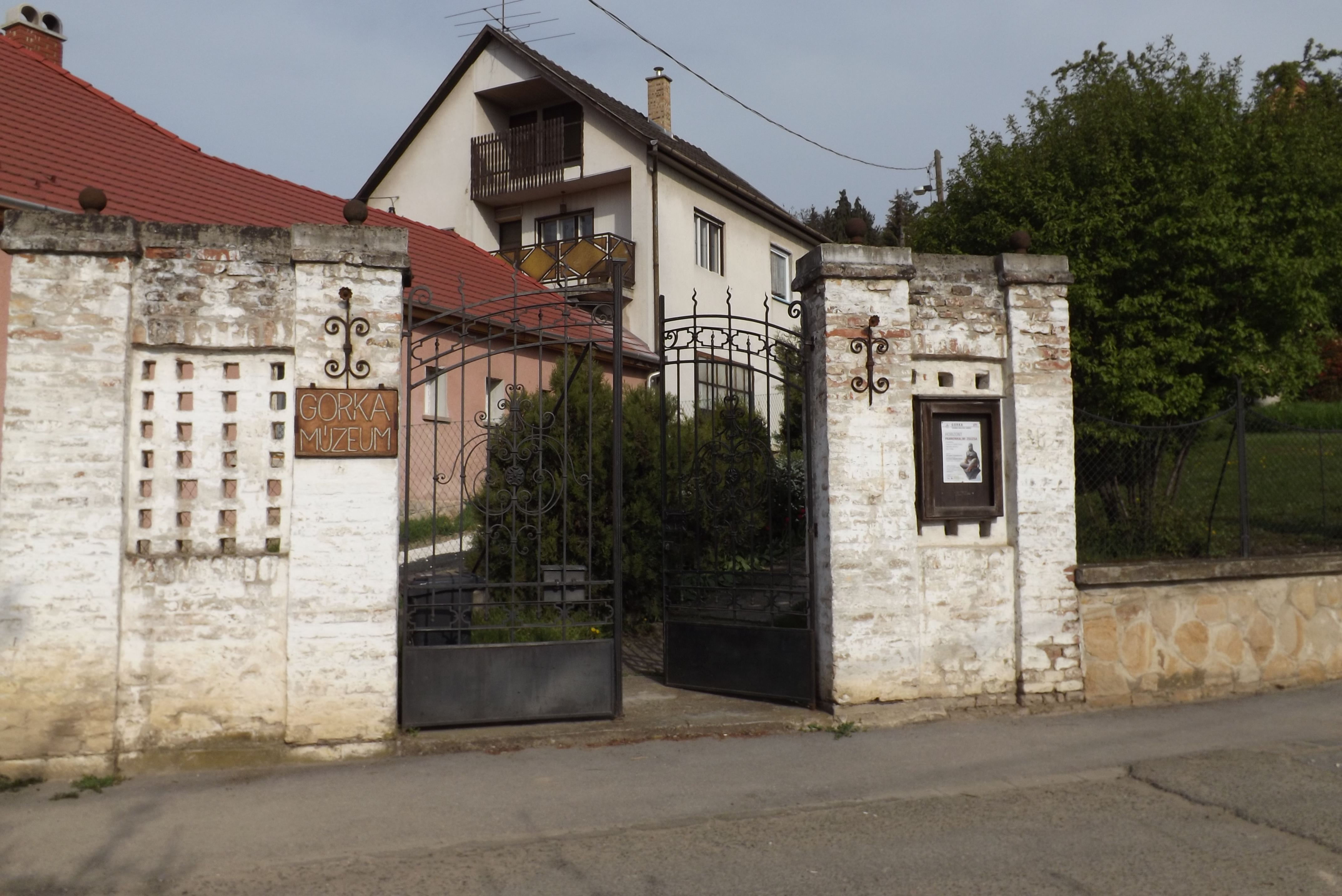
Gorka Múzeum, Verőce

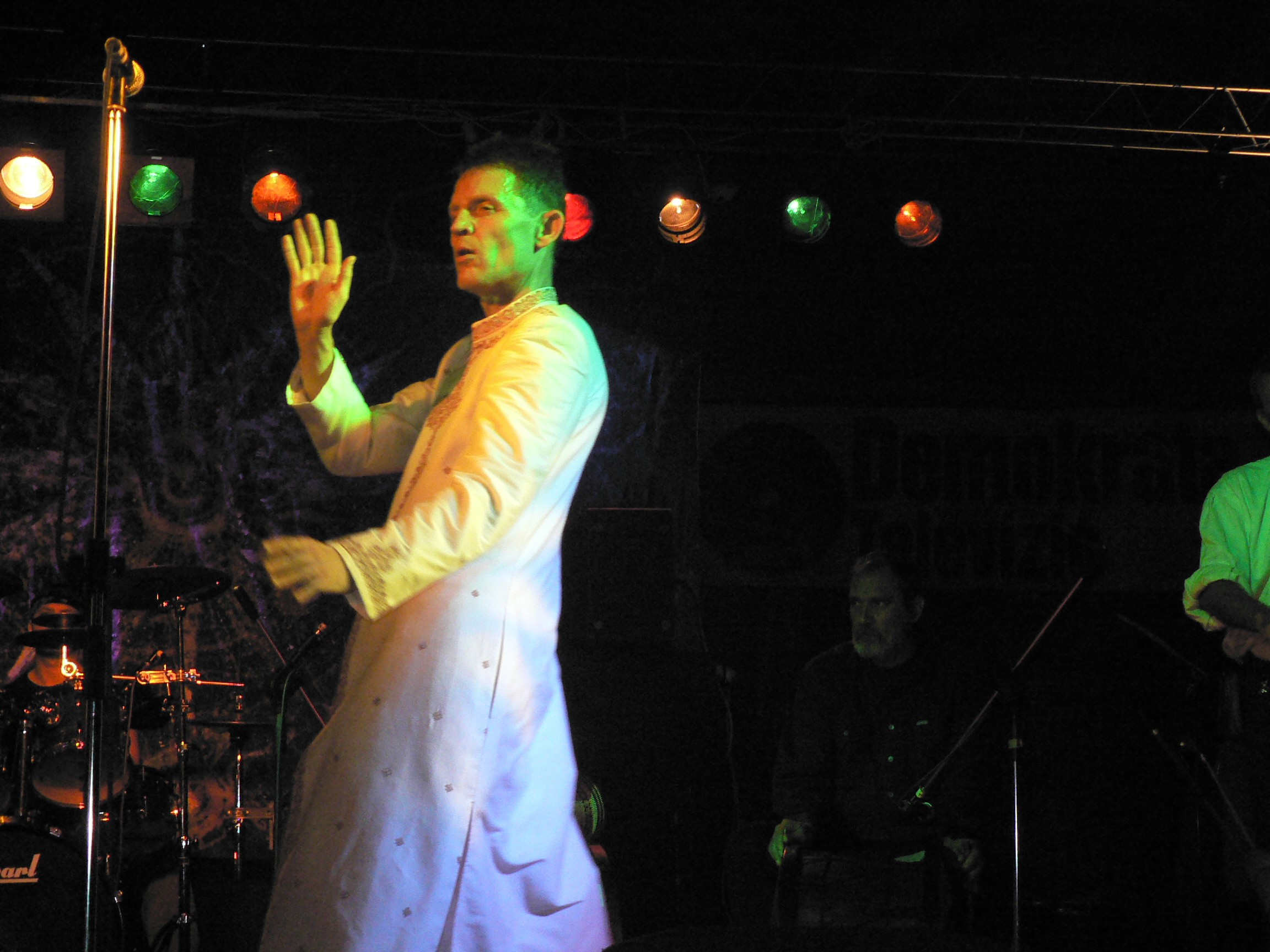
Grandpierre Attila a Magyar Sziget nagyszínpadán, 2006

## Közélete

### Polgármesterei
| Időszak   | Polgármester      | Párt      |
| --------- | ----------------- | --------- |
| 1990–1994 | Alpári György     | független |
| 1994–1998 | Pölcz Ernő        | MDF       |
| 1998–2002 | Bethlen Farkas    | független |
| 2002–2006 | Bethlen Farkas    | független |
| 2006–2010 | Bethlen Farkas    | független |
| 2010–2014 | Bethlen Farkas    | független |
| 2014–2019 | Grauszmann György | független |
| 2019–2024 | Grauszmann György | független |
| 2024–     | Grauszmann György | független |

## Népesség
A település népességének változása:
| Lakosok száma | 3643 | 3660 | 3854 | 4118 | 4094 | 4159 | 4159 |
|               | 2013 | 2014 | 2018 | 2021 | 2022 | 2023 | 2024 |

A 2011-es népszámlálás során a lakosok 89,9%-a magyarnak, 1,4% cigánynak, 3,4% németnek, 0,4% szlováknak mondta magát (10% nem nyilatkozott; a kettős identitások miatt a végösszeg nagyobb lehet 100%-nál). A vallási megoszlás a következő volt: római katolikus 47,2%, református 10,2%, evangélikus 1,6%, görögkatolikus 0,7%, felekezeten kívüli 14,5% (23,1% nem nyilatkozott).
2022-ben a lakosság 87,2%-a vallotta magát magyarnak, 2,3% németnek, 0,9% cigánynak, 0,4% szlováknak, 0,1-0,1% románnak, lengyelnek, horvátnak, görögnek, ukránnak, bolgárnak és örménynek, 4,6% egyéb, nem hazai nemzetiségűnek (12,4% nem nyilatkozott; a kettős identitások miatt a végösszeg nagyobb lehet 100%-nál). Vallásuk szerint 35,1% volt római katolikus, 8,6% református, 1,4% evangélikus, 0,5% görög katolikus, 0,1% izraelita, 2,4% egyéb keresztény, 0,9% egyéb katolikus, 12,1% felekezeten kívüli (38,2% nem válaszolt).

## Nevezetességei
- Helytörténeti Múzeum – 2014-ben nyílt meg a település fennállásának 770. évfordulóján. A Verőcei Helytörténeti Kör szervezésében, az Árpád út 21. szám alatt, az Edvi Illés Aladár villában (a Könyvtár épülete) kapott helyet. Kiállítási anyaga a település 19–20. századi hagyományait, használati tárgyait, kultúráját mutatja be, de a település híres szülötteiről, és a hosszabb-rövidebb ideig itt élt híres emberekről, a község régi életéről is találhatók itt leírások, emlékek.
- Hét vezér haranglábak – 2000-ben a Millenniumi Kormánybiztosi Hivatal által szervezett ünnepségsorozat színpadára, a Hősök terére tervezet épületeggyüttest Szentesi Anikó, Makovecz Imre építészirodájának korábbi mérnöke. A tornyok megformálásánál alkalmazkodott a tervező a Hősök tere szoborcsoportjának elhelyezkedéséhez és kialakításához. A millennium befejeztével 2001. őszén Verőce község képviseletében, gr. Bethlen Farkas fogadta be a tornyokat, a Duna bal partján állnak és Tolcsvay Béla által szerzett zenei hangokkal kísérik az idő múlását. A harangokat Gombos Miklós, arangykoszorús harangöntő mester készítette.[14]
- Kárpát-Haza Temploma – 2010.06.04-én került átadásra, a búzaszem formájú hófehér istenhajlék, melyet kalákában, közadakozásból építettek a Verőce melletti Lózsi-völgyben, azzal a céllal, hogy a Kárpát-medencében élők összetartozását kifejezze. A templomépítés főszervezője  Bethlen Farkas és Szabó András, építészei: Tóth Péter és Szűcs Endre. A templomban található üvegrelief Emese égbeemelését ábrázolja, melyet Borbás Dorka üvegművész készítette, a rakamazi turulkép által ihletve.[15]
- Barokk stílusú katolikus temploma – 1719-ben épült; gróf Althann Károly váci püspök nagyobbíttatta meg 1736-ban.
- Emlék kápolna – Az 1739-es nagy pestisjárvány emlékére épült.
- Református templom – (1785-ben épült copf stílusban).
- Migazzi-kastély – Migazzi Kristóf váci püspök nyaralókastélya (1766–1774), amelyet a váci székesegyház és a váci diadalív építésze, a Bécsből érkezett olasz származású Isidore Canevale tervezett, az épület ma átalakított formában látható. A kastélyt gróf Nádasdy Ferenc 1824-ben megújíttatta és egyes szobákat festőművészekkel festetett ki, a vadaskertet pedig díszkertté alakíttatta át.
- Botond vezér – a néphagyomány szerint Magyarországon halt meg, és itt, a Nógrád vármegyei Verőcén temették el, ott, ahol most a Migazzi-kastély áll.
- Gorka Géza Kerámiamúzeum
- A település bejáratánál látható az „Életfa”
- Római kori hídfőállás, castellum (őrtorony) romja – A római limes magyarországi szakaszai: Verőce
- Duna-parti támfal – Ybl Miklós egyedülálló tervei alapján
- Rádiómúzeum – a rádiózás kezdetétől a rendszerváltásig gyártott több mint 240 öreg, detektoros és elektroncsöves rádiót, orsós magnetofont, gramofont, lemezjátszót, valamint mérőműszert mutat be, köztük több érdekes, egyedi darabot is. A gyűjtemény Perneky Sándor magángyűjteménye, melyet a Rádiómúzeum Alapítvány működtet.[16][17] A Rádiómúzeum elköltözött Kismarosra a Kossuth utca 43. szám alá, ahol a kiállítás végleges helyet talált, ott várja a tisztelt érdeklődőket.
- Wass Albert Emlékház – 2013. május 31-én került sor, Gróf Czegei Wass Albert Emlékházának felavatására a verőce melletti Lózsi-völgyben, mely az író személyes tárgyainak, székelyföldi kerámiáknak és különleges, személyes vonatkozású fotók sorozatának ad otthont.

## Itt születtek, itt éltek
- Baktay Ervin (1890–1963) – író, festő, művészettörténész, orientalista 1931 eleje körül előbb a kismarosi szigeten, majd Verőcén, a római romokkal szemben alapított indián törzset és tábort, amely 1963. május 7-én bekövetkezett halála után is fennmaradt.
- Dapsy Gizella (1855–1940) – költő, óvónő egy ideig itt élt férjével Rozsnyay Kálmánnal és itt is halt meg 1940. április 30-án.
- Edvi Illés Aladár (1870. május 25. – 1958. június 1.) – festőművész
- Edvi Illés Gizella (Tolmács, 1871–1944) – a Hunnia csipke megalkotója
- Endrődi (Junga) Sebestyén (1862–1927) – katona, festő és restaurátor itt hunyt el 1927. május 5-én
- Farkas Sándor – műrepülő, berepülőpilóta, oktató 2002 óta itt él Verőcén
- Giergl Kálmán (1860–1954) – építész 1943-tól haláláig itt élt Verőcén.
- Gorka Géza – keramikusművész 1923-tól haláláig itt élt a településen.
- Gorka Lívia – Munkácsy Mihály-díjas magyar keramikus, érdemes művész Itt született és 1954-ig itt élt a településen.
- Huszár Pufi (Huszár Károly) – színész (az 1930-as évektől itt élt a településen). Egykori villáját, a múltban csak "Huszár-lak-tanya"-ként emlegették. Huszár Pufi az első magyar moziszkeccstől egészen hollywoodi filmjei soráig sok értéket tett le a filmtörténelem asztalára. Vendégei voltak a villában Kabos Gyula, Karinthy Ferenc, Rajnai Gábor, s a kor más nagy filmes és színpadi nevei, de titokban egyszer Harold Lloyd-ot is vendégül látta. Az épület ma magántulajdon, nem látogatható.
- Karinthy Frigyes (1887–1938) – magyar író, költő, műfordító, gyermekeivel és a Devecseri családdal a nyarakat rendszeresen Verőcén töltötte. Emlékeit egy versében is megörökítette.
- Kristóf László, (Nógrádverőce, 1911. augusztus 30. – Budapest, 1959. november 28.) csendőr nyomozó törzsőrmester, akit az 1956-os forradalom és szabadságharc utáni megtorlás részeként Ságvári Endre 1944-es letartóztatásában való részvétele miatt ártatlanul kivégeztek.
- Kulifay Zsigmond (Verőce, 1796. április 13. – Kunhegyes, 1868. február 17. – református lelkész, egyházi író itt született Verőcén.
- Magyarkúti Béla (1915–1996) – grafikusművész, meseillusztrátor
- Nagy Emília (1955-2022) nyelvész, középiskolai magyartanár, civil aktivista
- Petráss Sári – magyar színésznő, operettprimadonna itt született.
- Rozsnyay Kálmán (Arad, 1871-Verőce, 1948) – hírlapíró, műfordító itt hunyt el 1948. november 14-én.
- Tonelli Sándor (Verőce, 1882. június 2. – Budapest, 1950. július 19.) magyar közgazdasági és szociális író.
- Zubovics Fedor huszárkapitány, a híres lovas, Afrika-utazó és a szárazföldi torpedó feltalálója itt lakott az 1900-as évek körül.

## Egyéb belterületei
A településhez tartozó bel- és külterületi részek még: Eresztvény, Káposztás, Magyarkút, Aranyoskút, Borbélyhegy, Dunamező, Fehérhegy, Fenyvesdűlő, Lósivölgy, Magyarmál, Szélesrét is.: Szélesrét Verőce északkeleti külterülete, melynek völgyében a Gingli patak folyik. Az erdeiben őzek és szarvasok élnek, valamint igen sok a vaddisznó. Védett állat a lábatlan gyík, melynek kék pöttyei igen jellegzetesek. A madarak énekét csak a piros kisvasút zakatolása zavarja meg néha. Harkályok, fakopácsok, cinkék, rigók énekétől hangos a völgy. Itt vezet egy földút, ami Verőcét Magyarkúttal összeköti. Egyre többen költöznek ki a környékre a város zajától menekülve a nyugalomba.

## Galéria

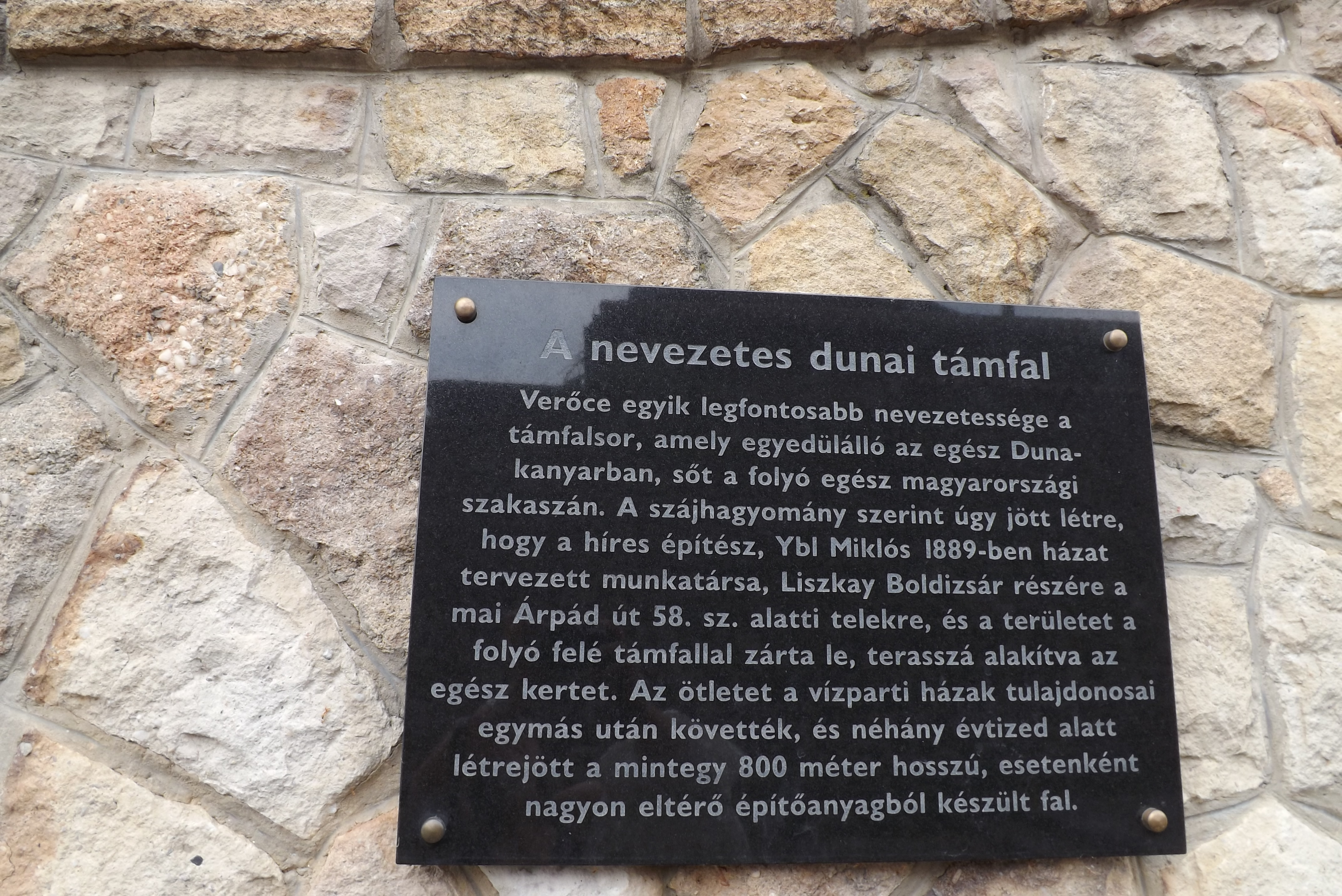
Dunai támfal emlékmű
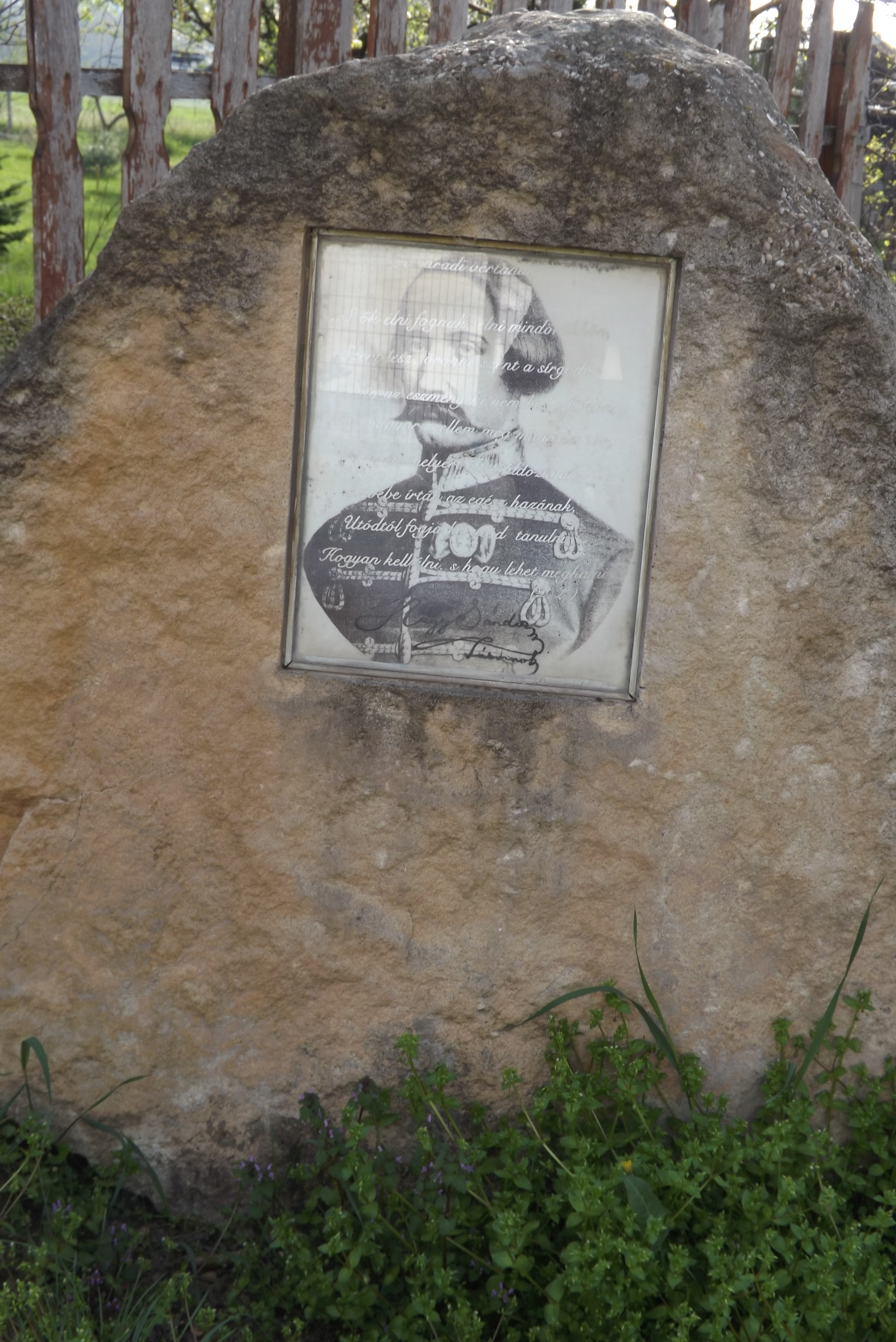
Az Aradi vértanúk emlékezetére
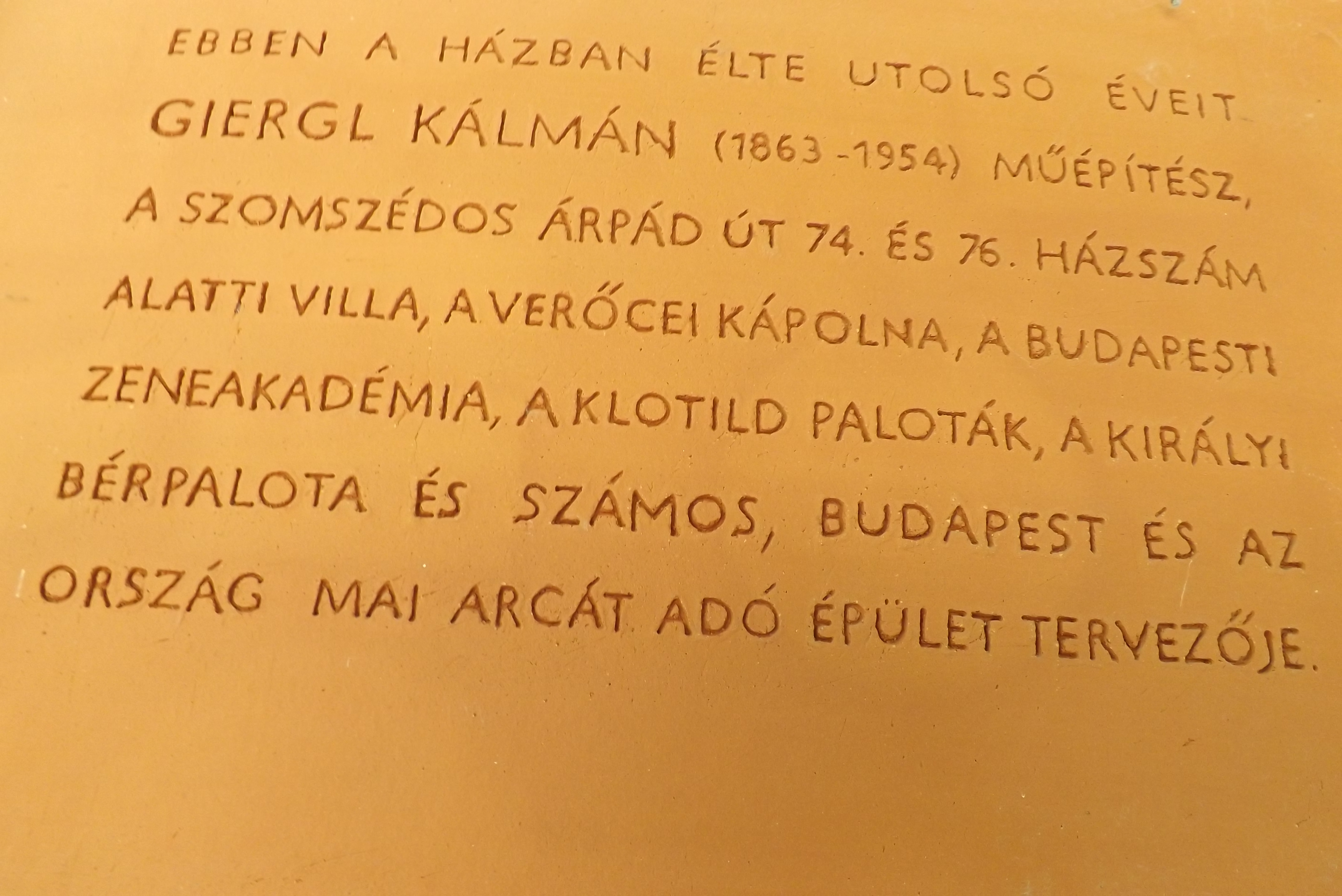
Giergl Kálmán műépítész emlékére
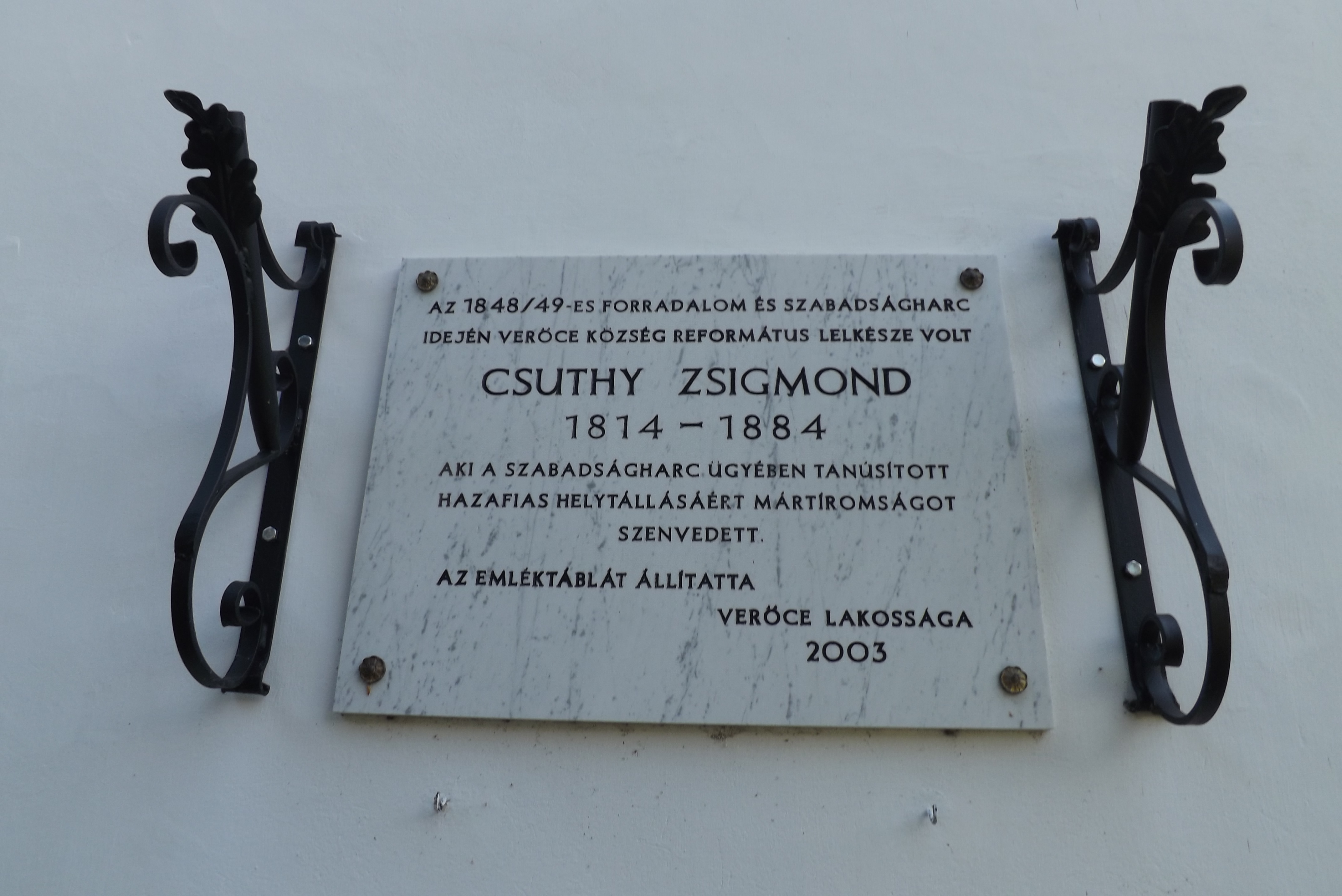
Csuthy Zsigmond emléktáblája a református templom oldalán
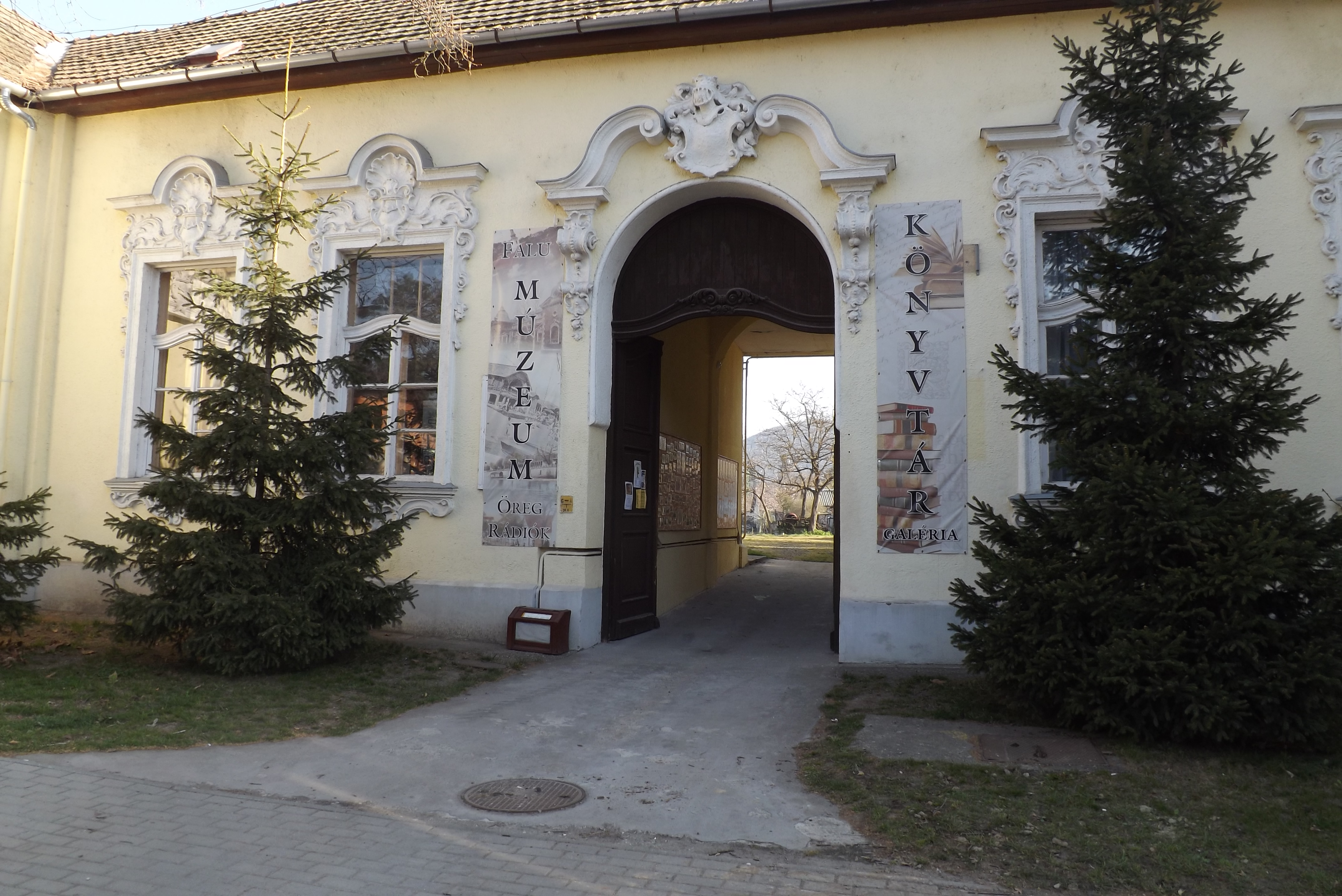
A múzeum épülete az utca felől
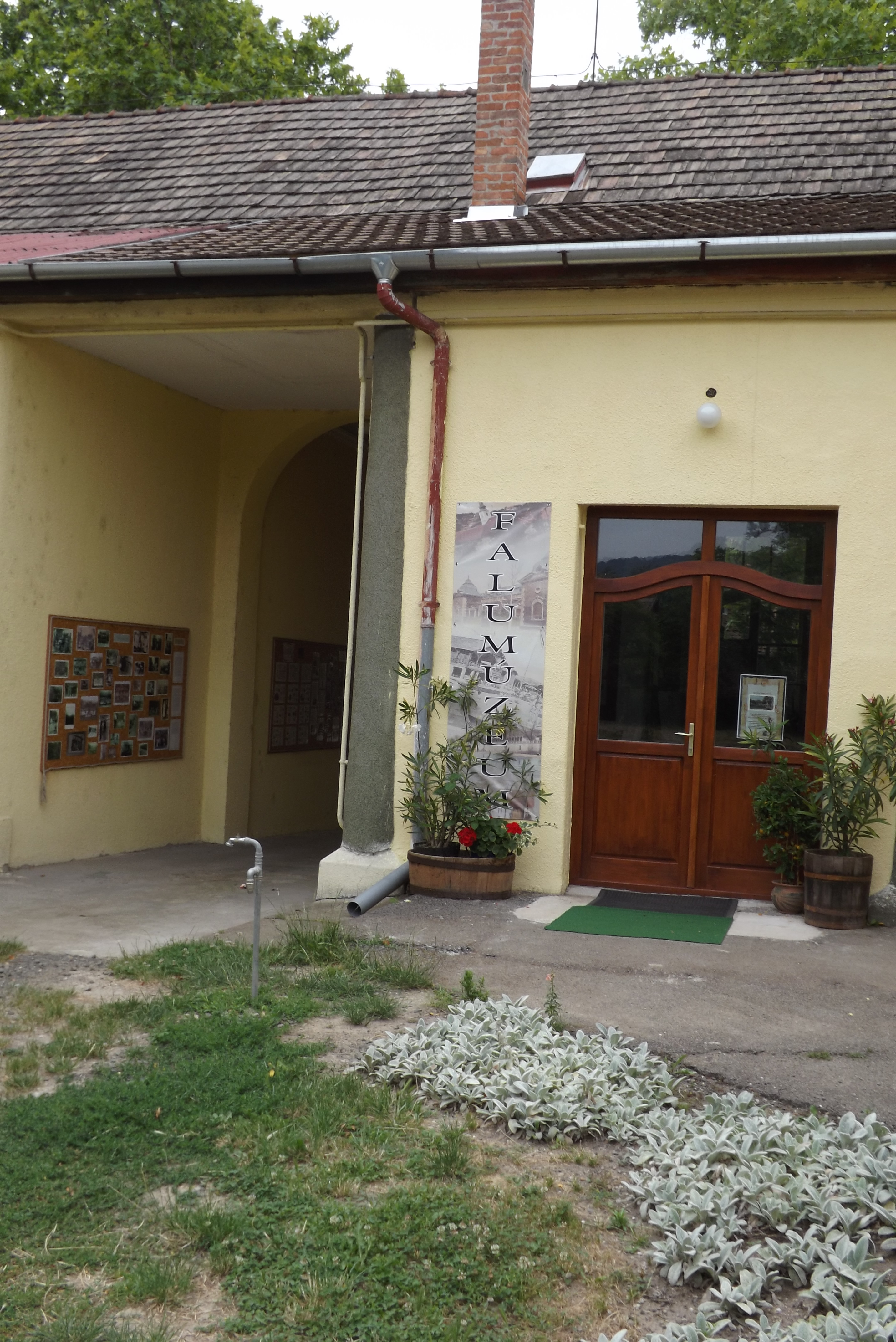
A Falumúzeum bejárata
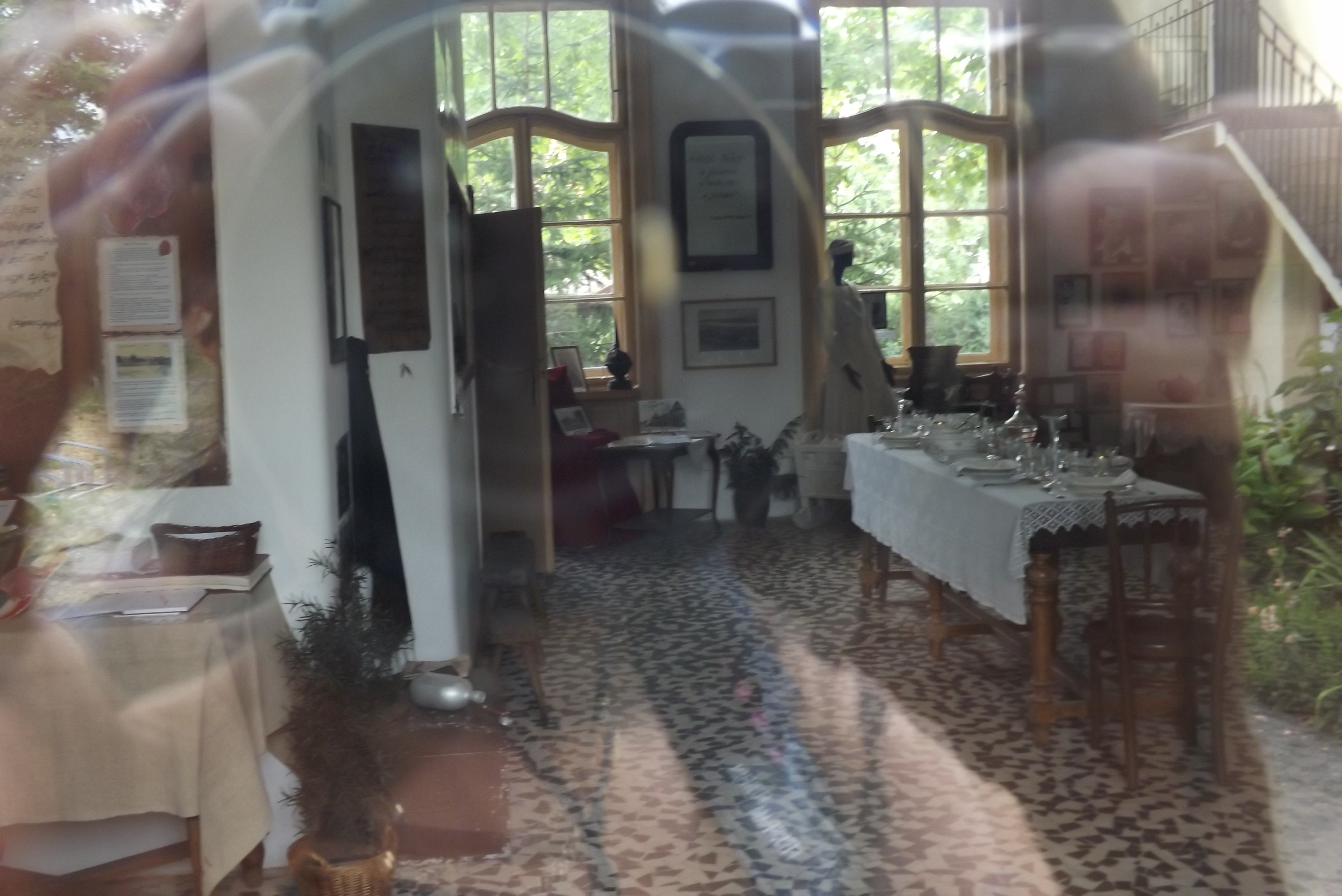
A Falumúzeum
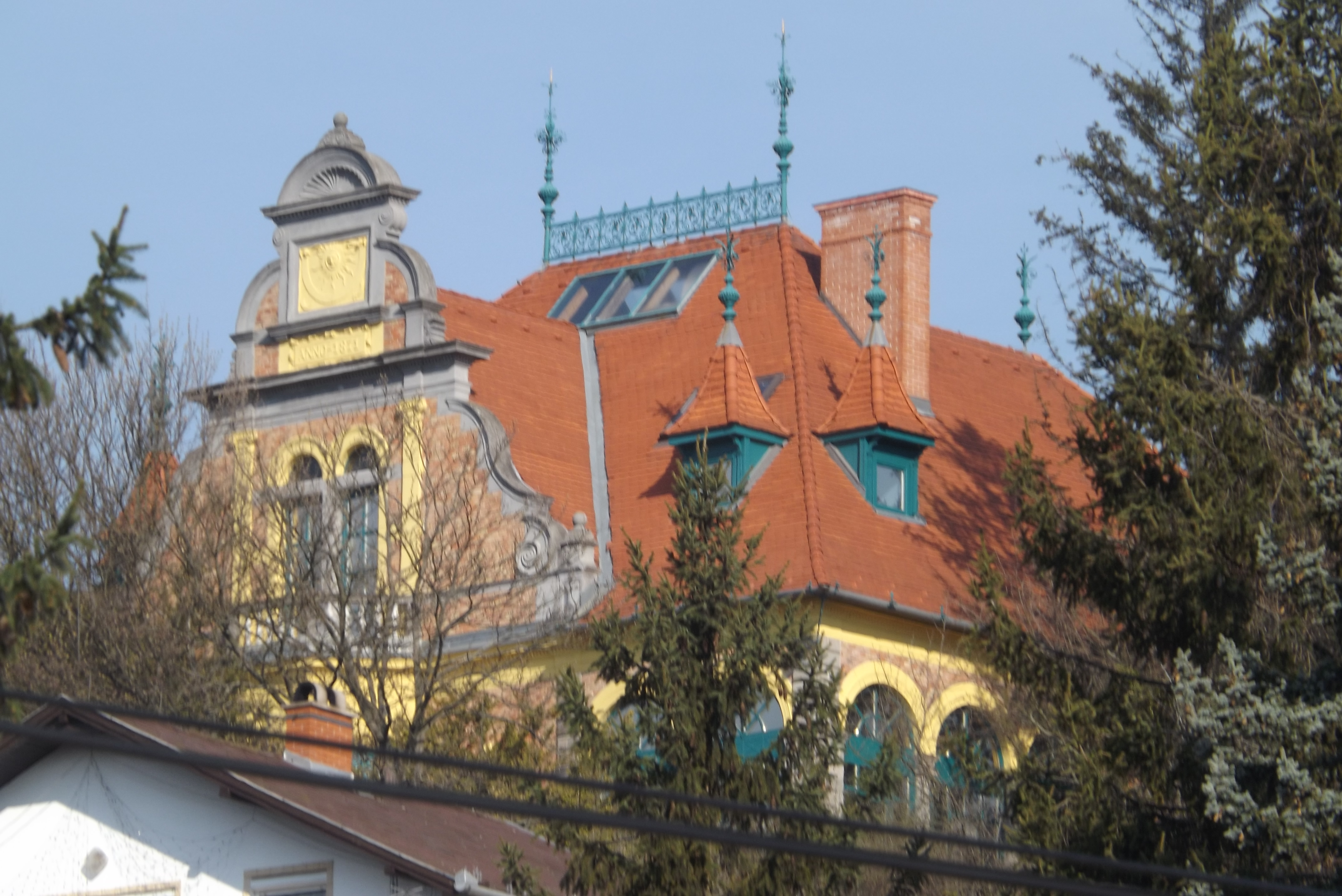
Huszár Pufi egykori villája Verőcén
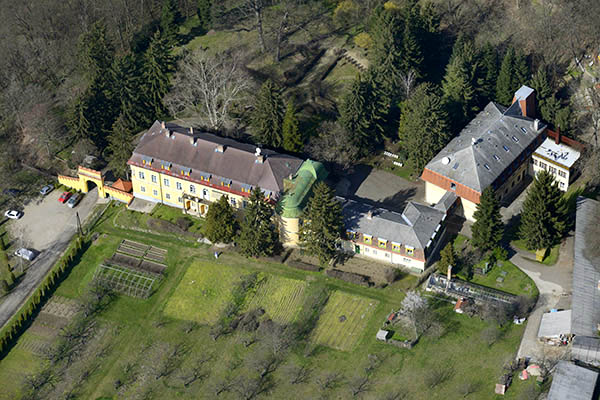
Migazzi-kastély
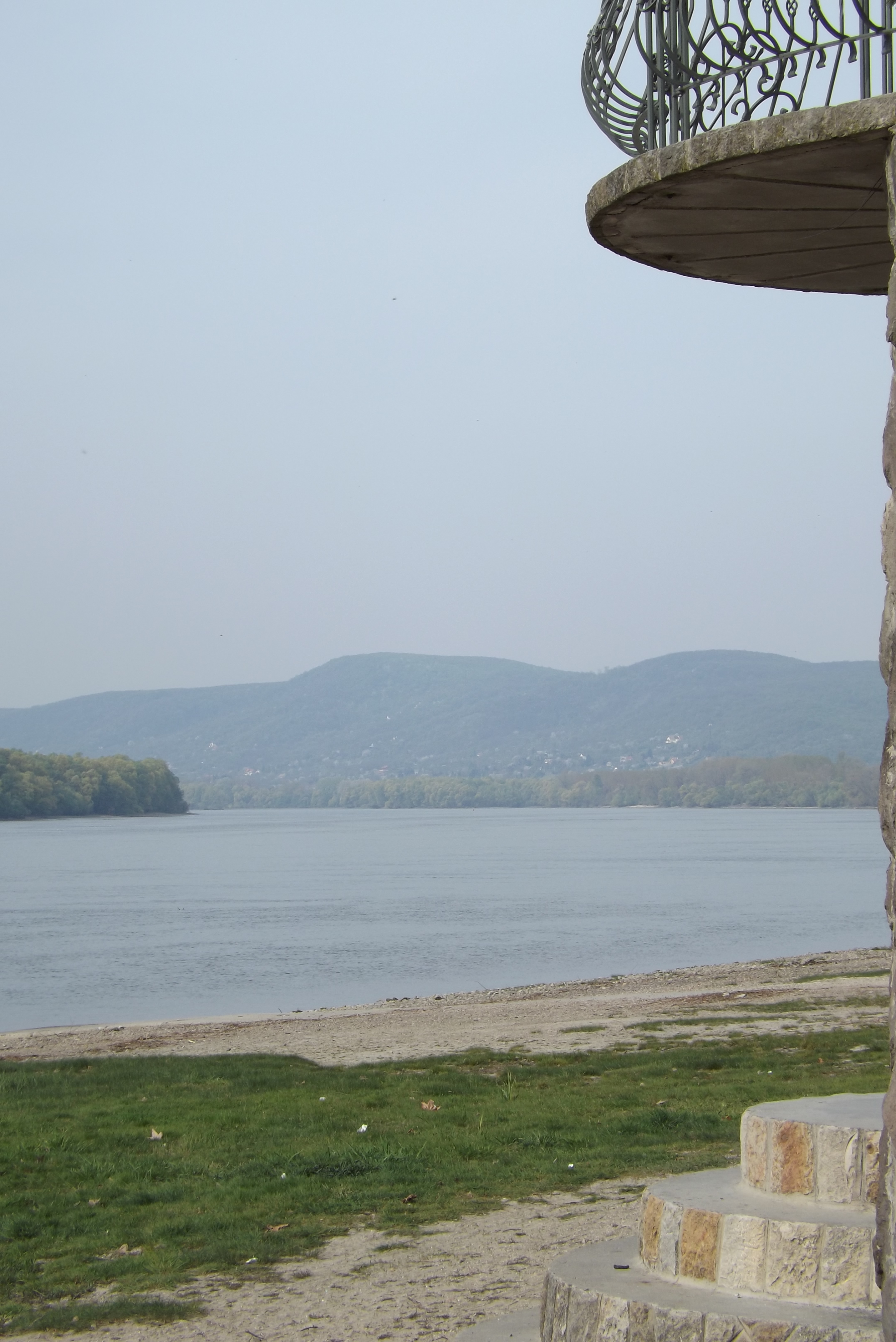
Látkép a Dunára
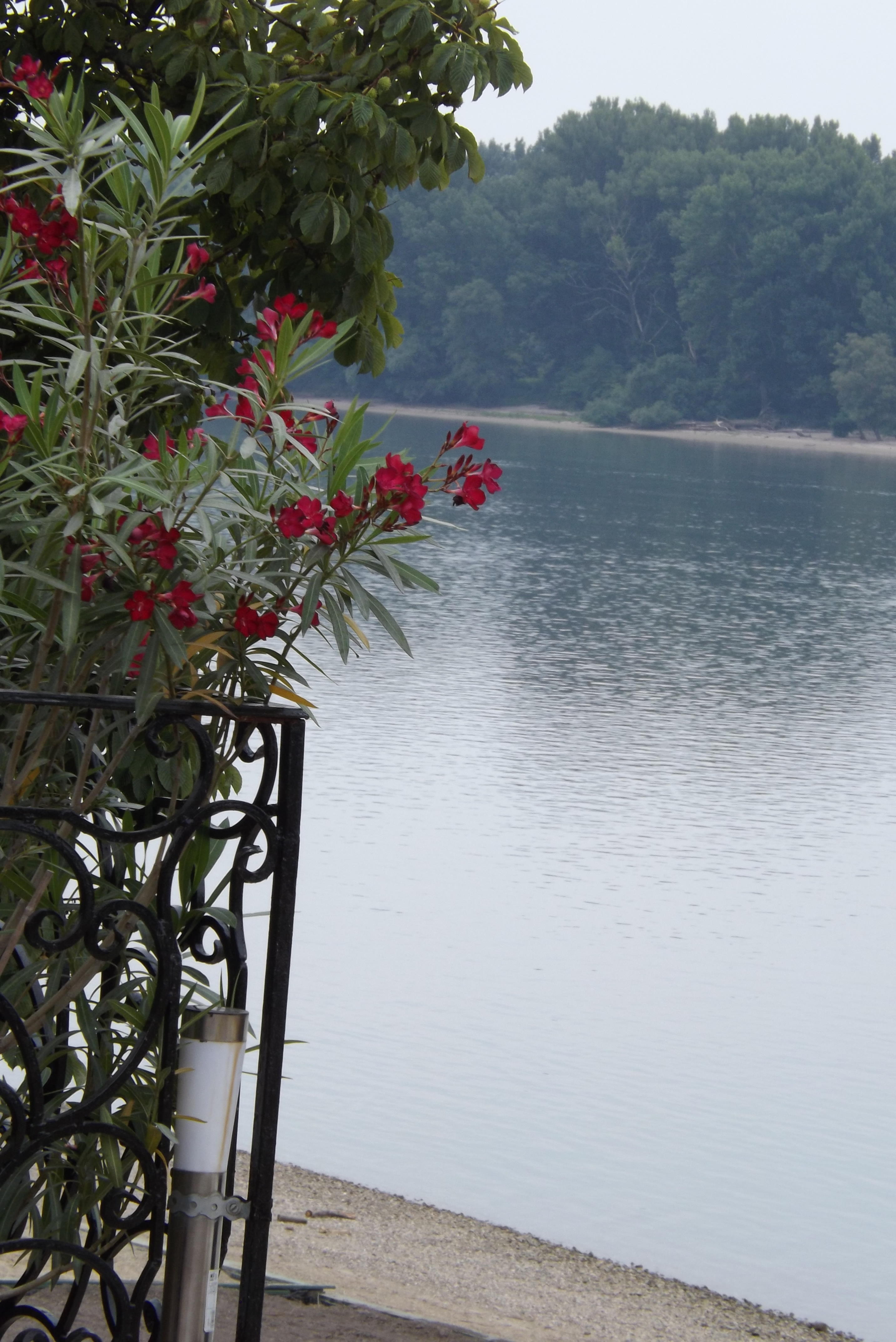
A Duna Verőcénél
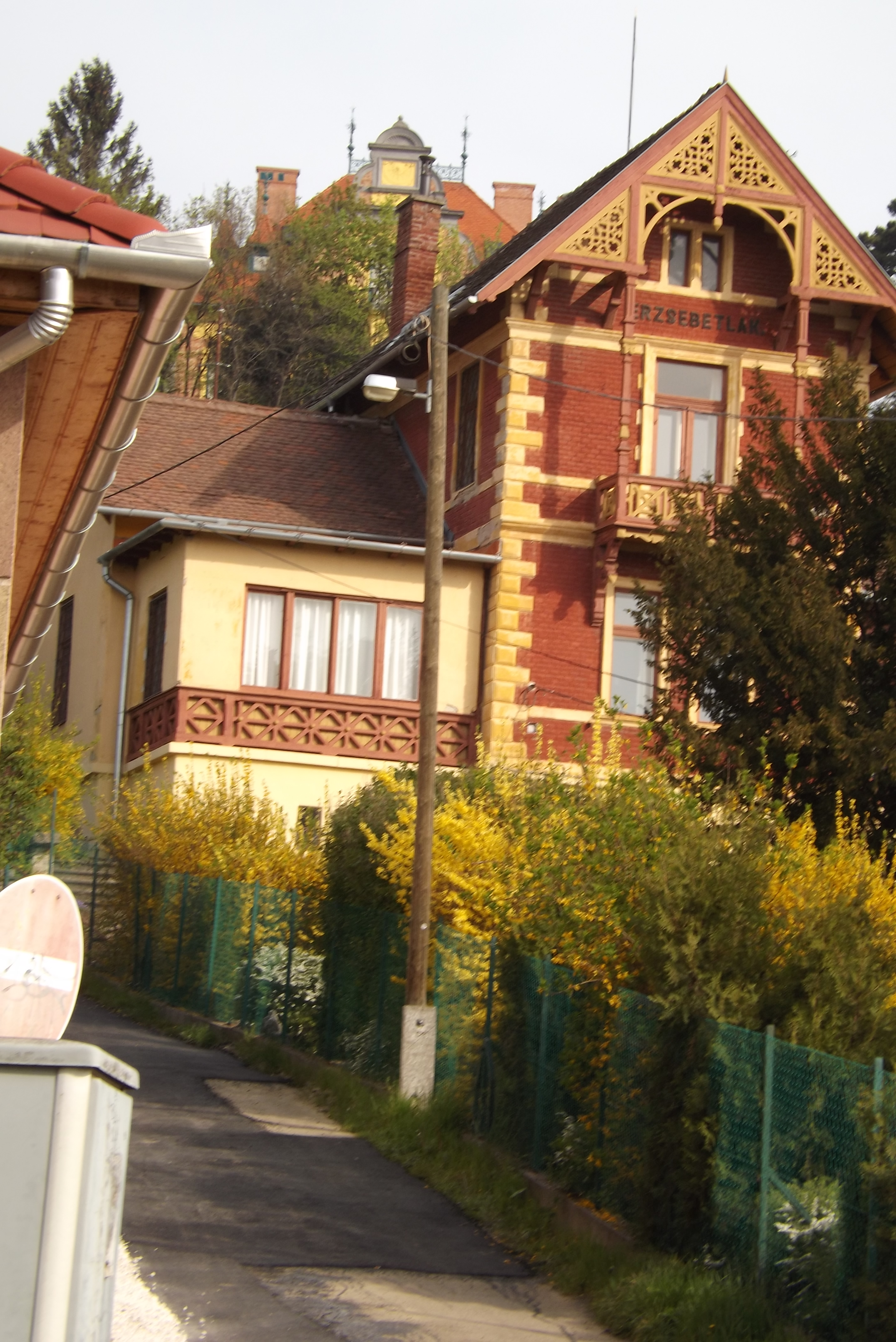
Verőcei részlet
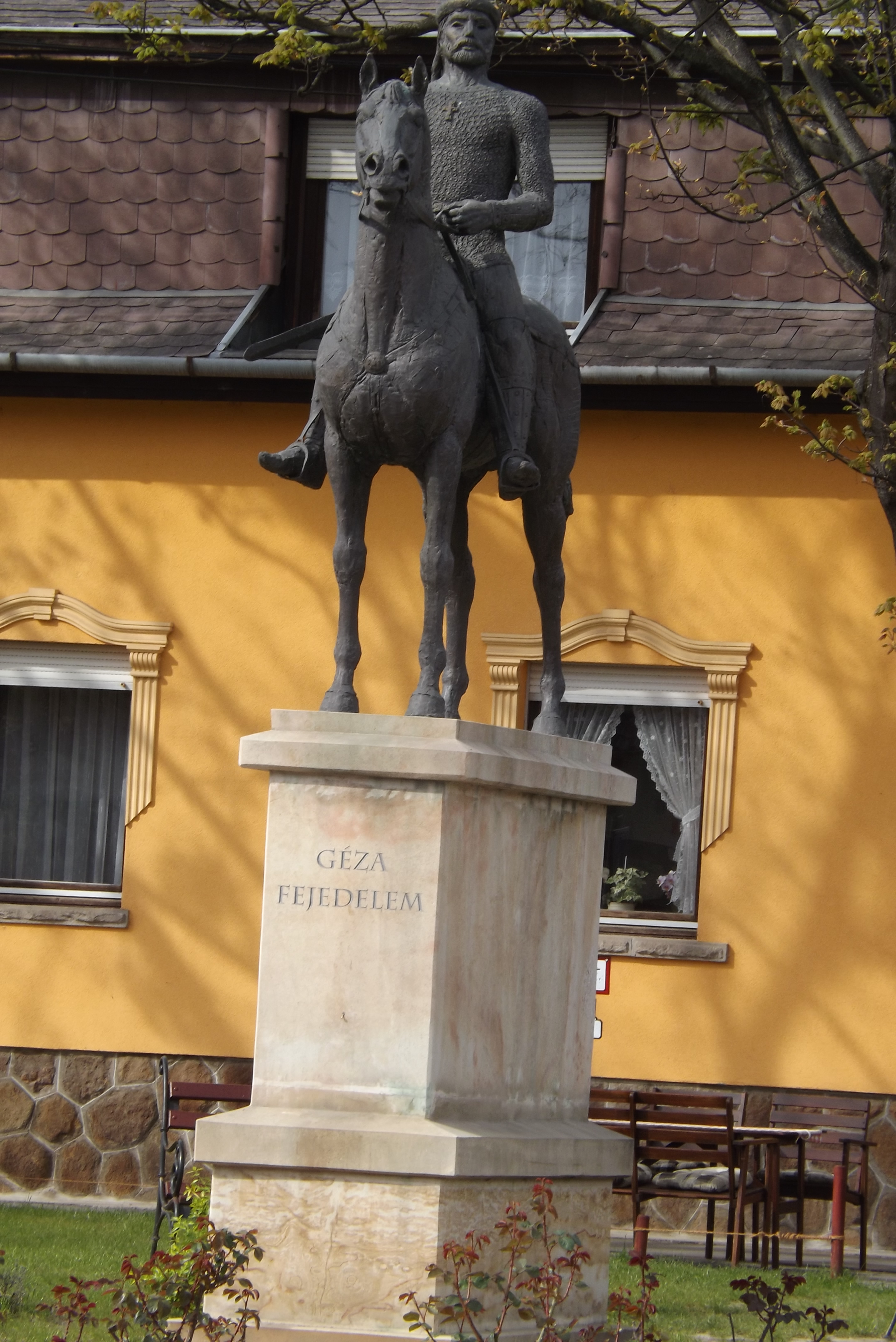
Verőce, Főtér. Géza fejedelem szobor
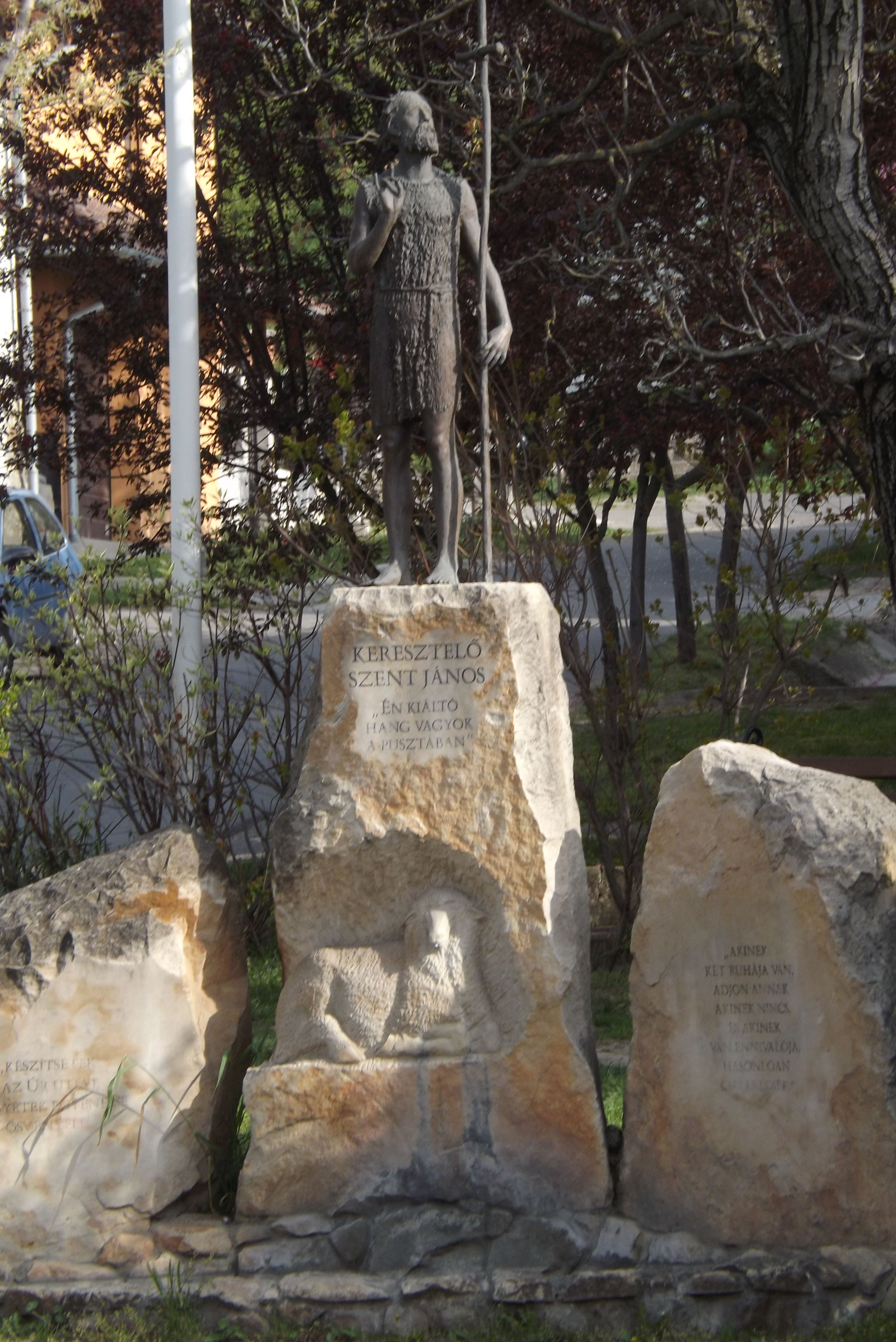
Verőce, Keresztelő Szent János szobor
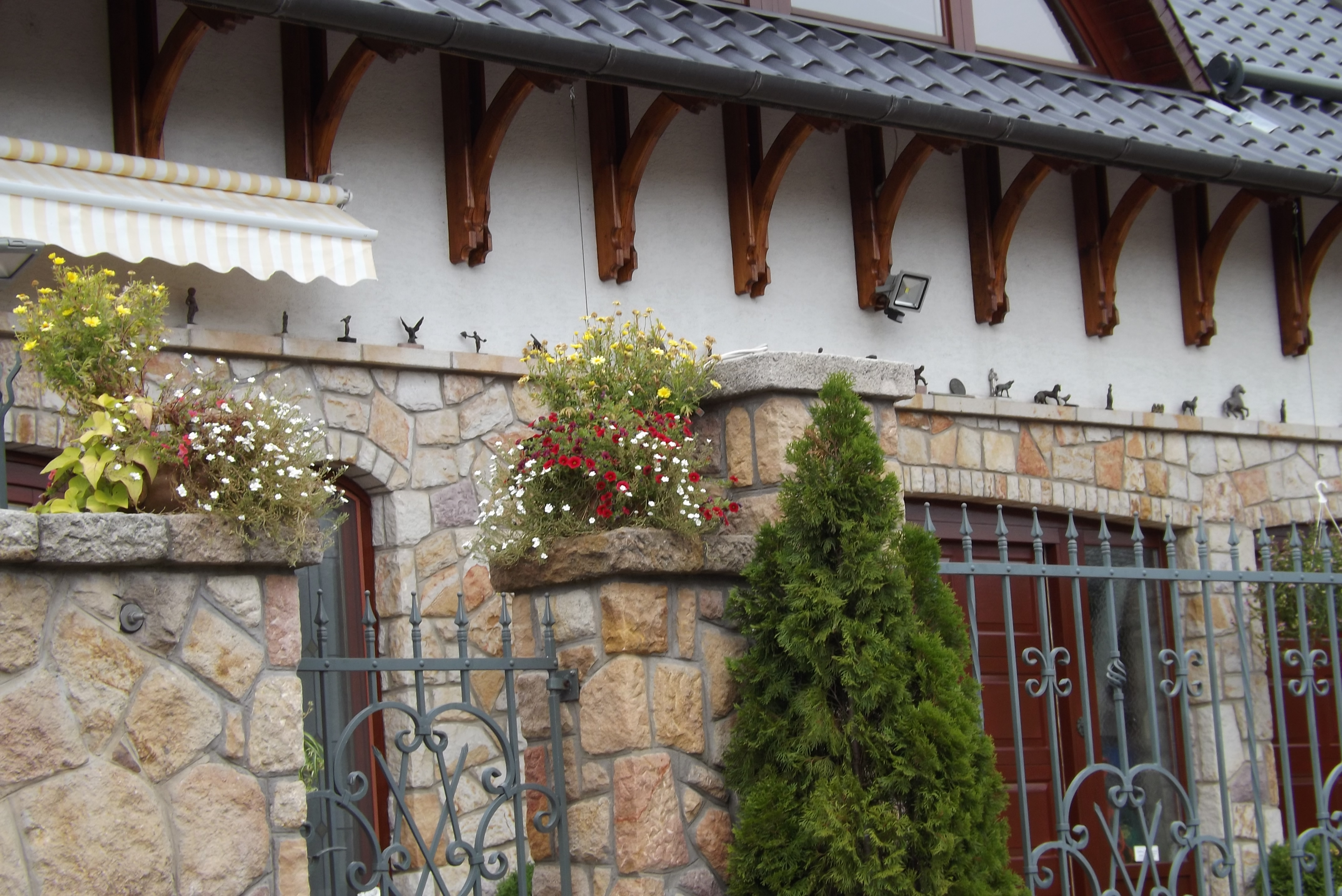
Verőcei részlet
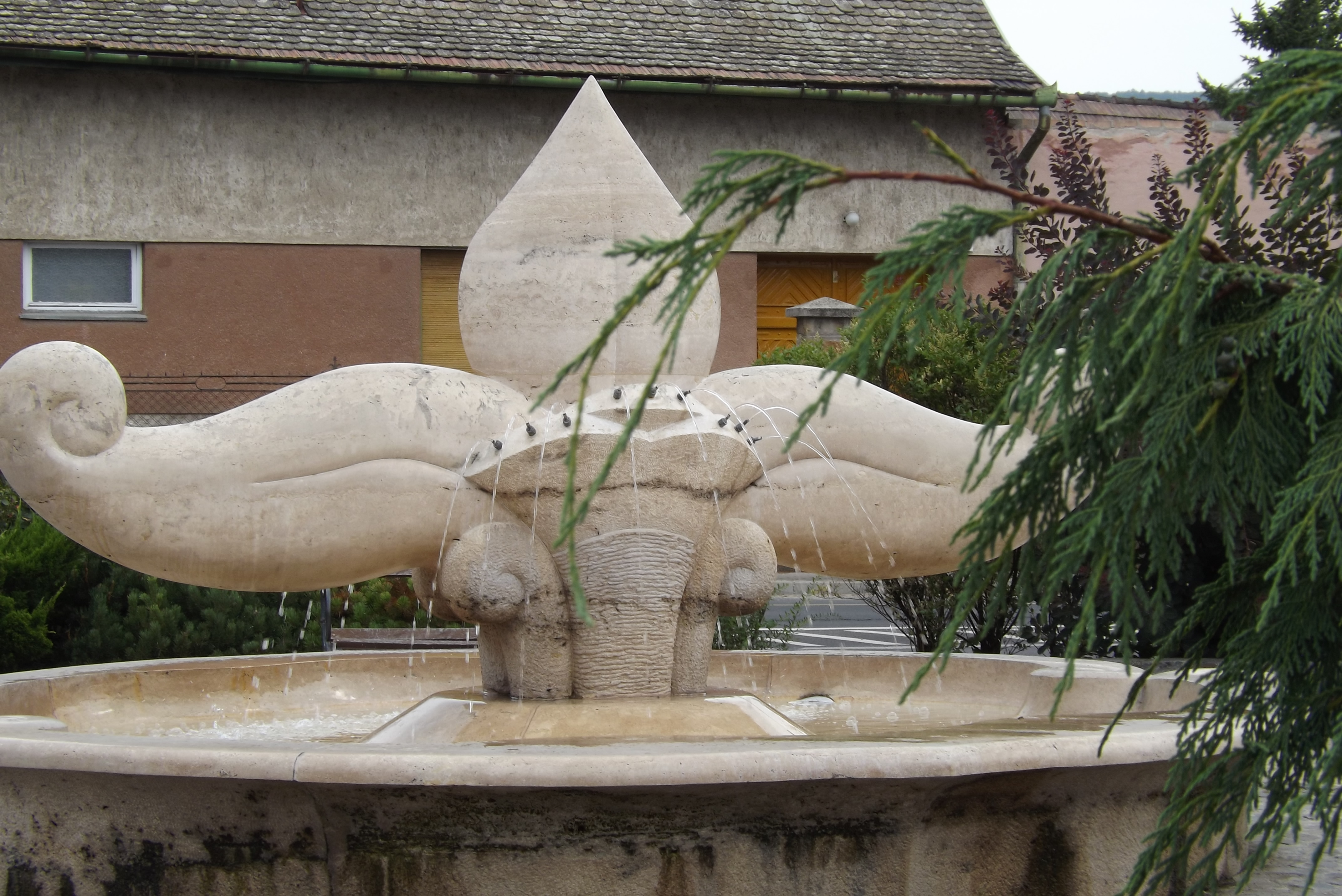
Díszkút a főtéren
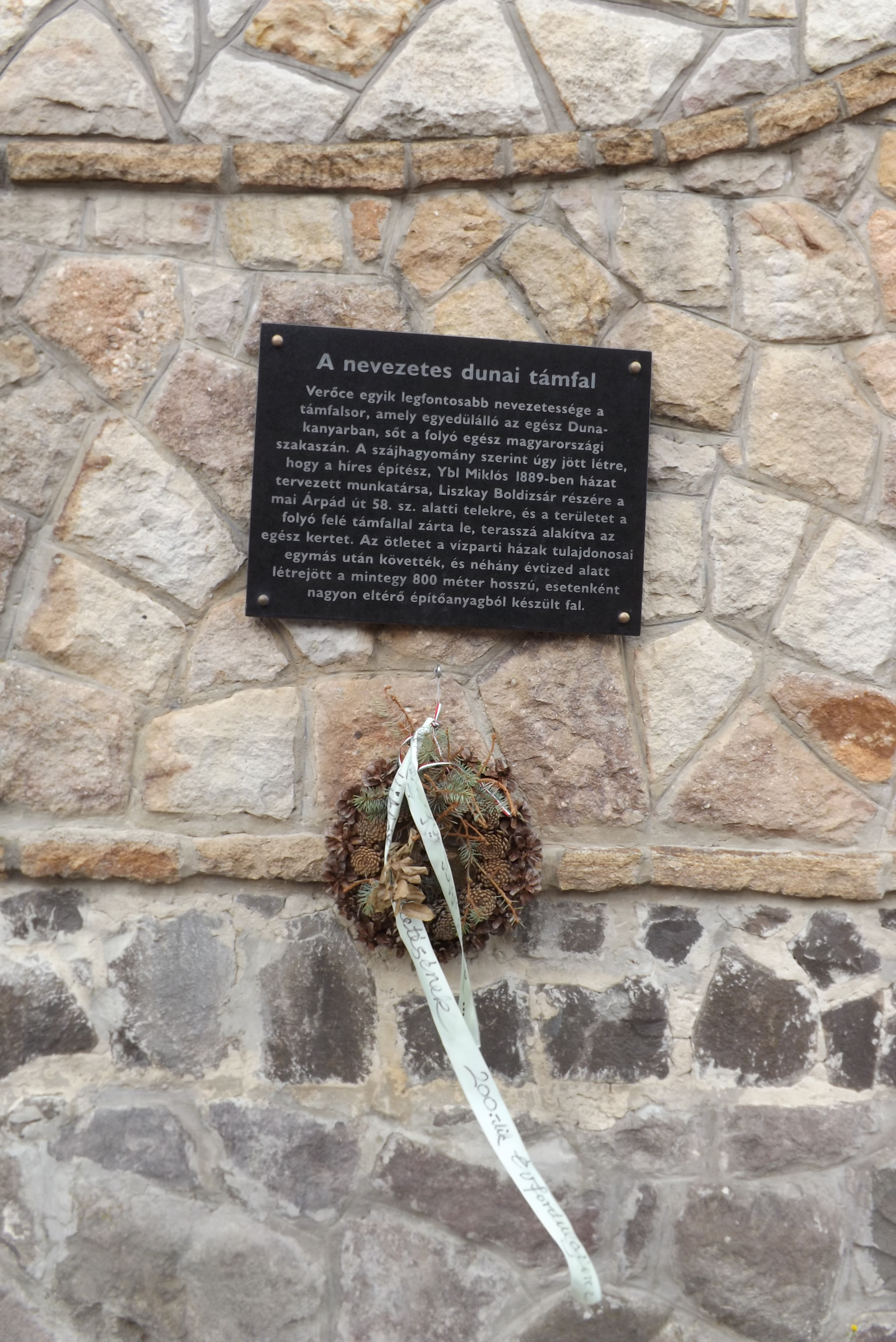
Emléktábla a Dunapartra vezető lépcsősor oldalán
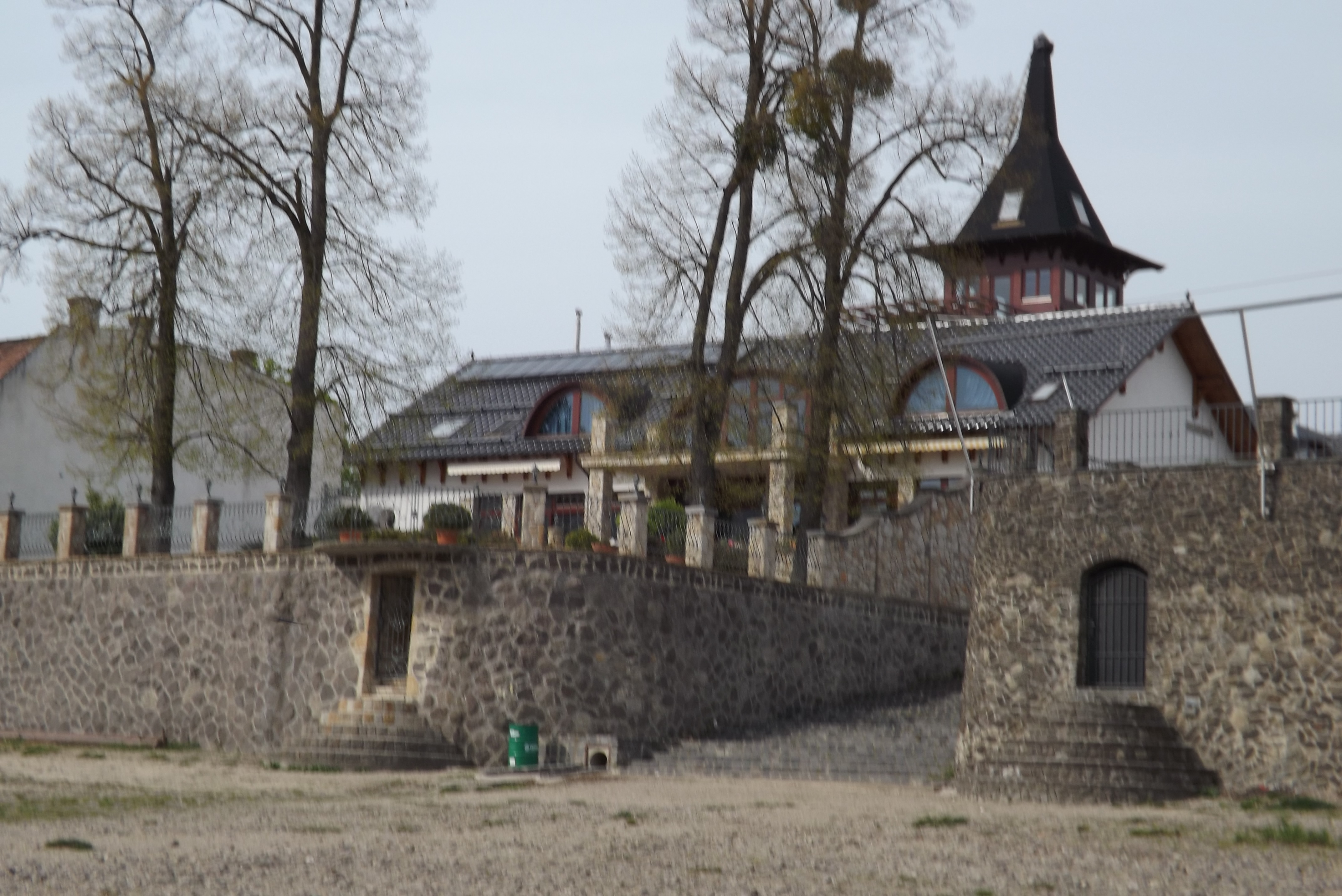
Az Ybl Miklós támfal egy részlete a Dunapartra vezető lépcsővel
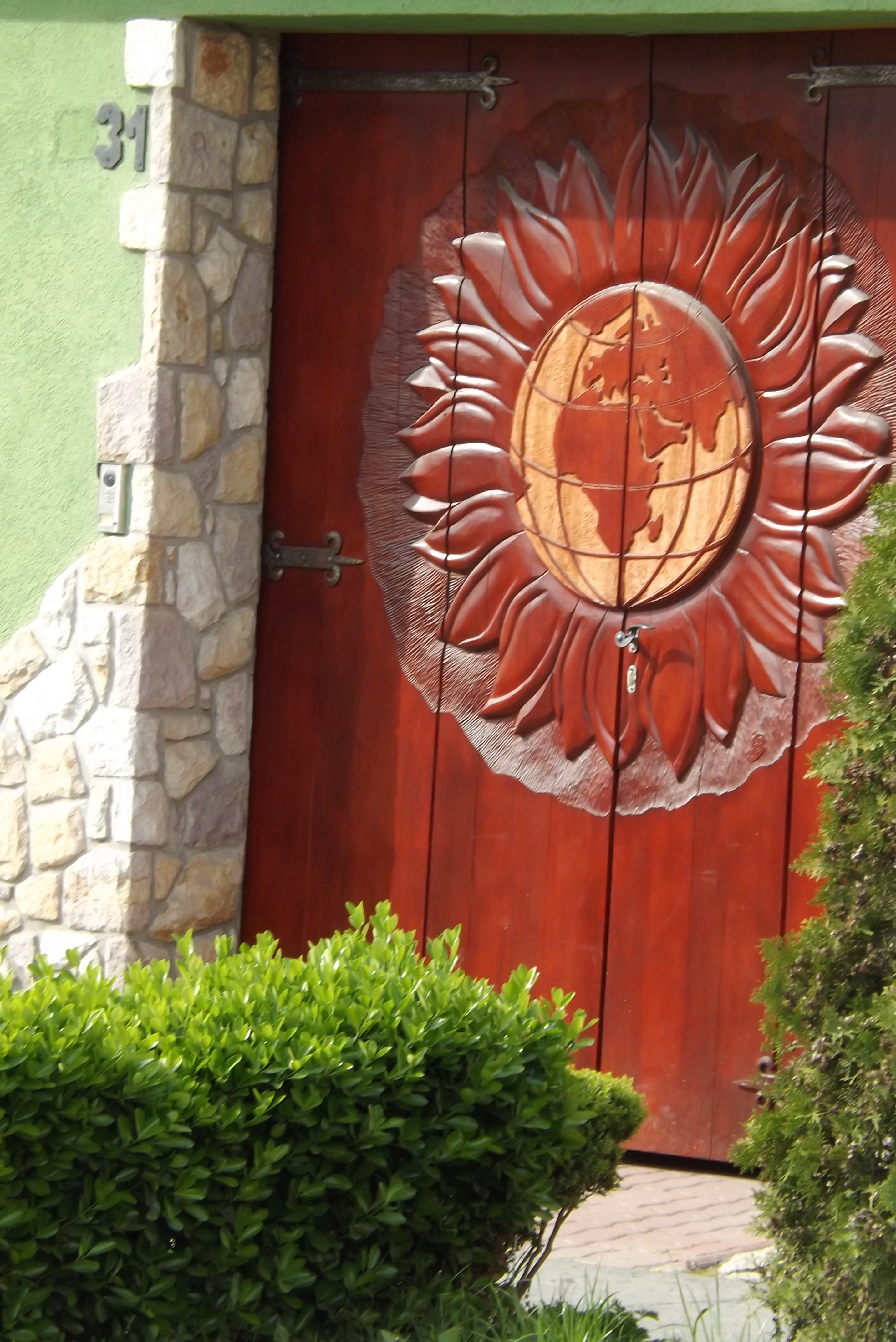
A Főutca egyik kapu részlete
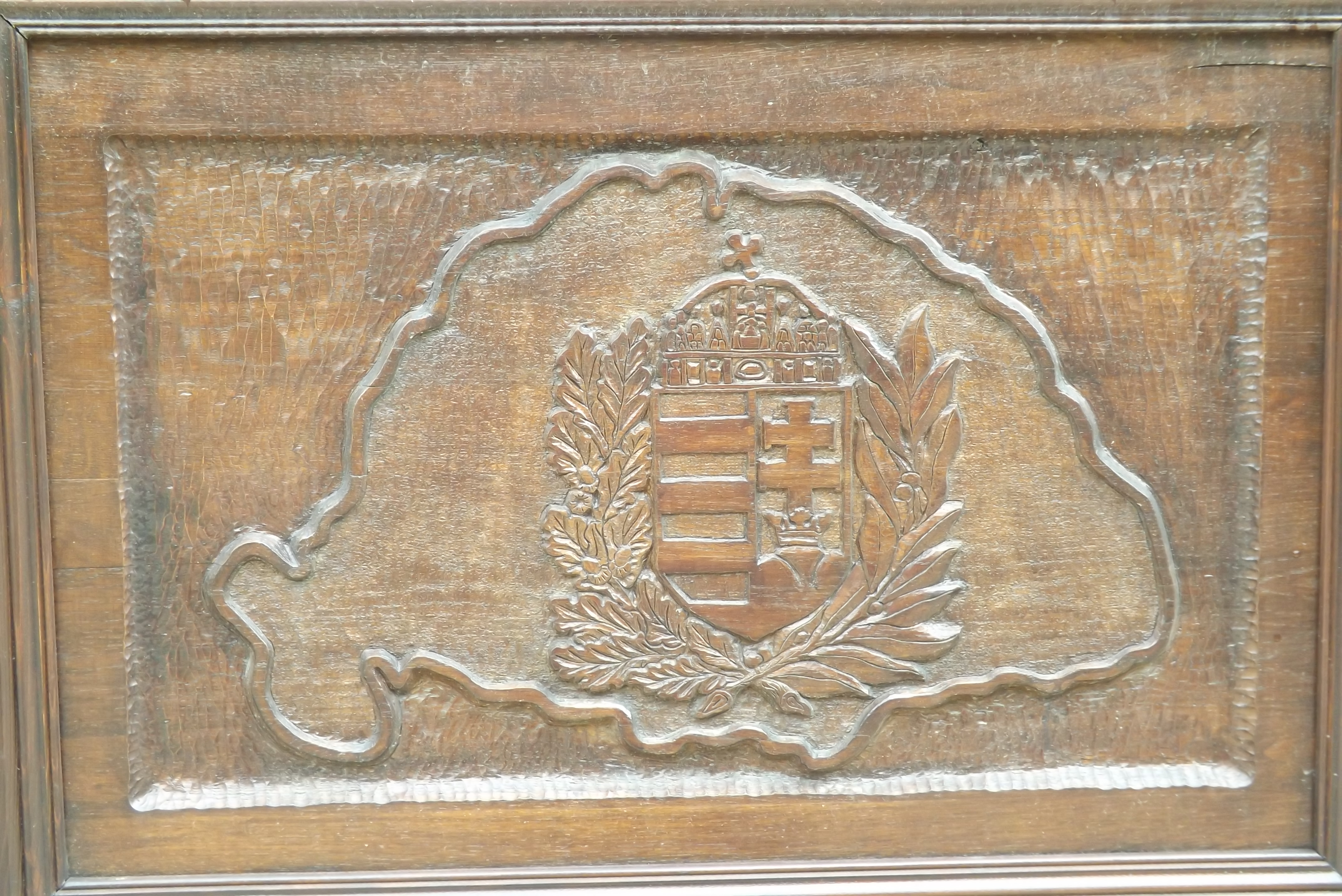
Maros utcai faragott kapurészlet
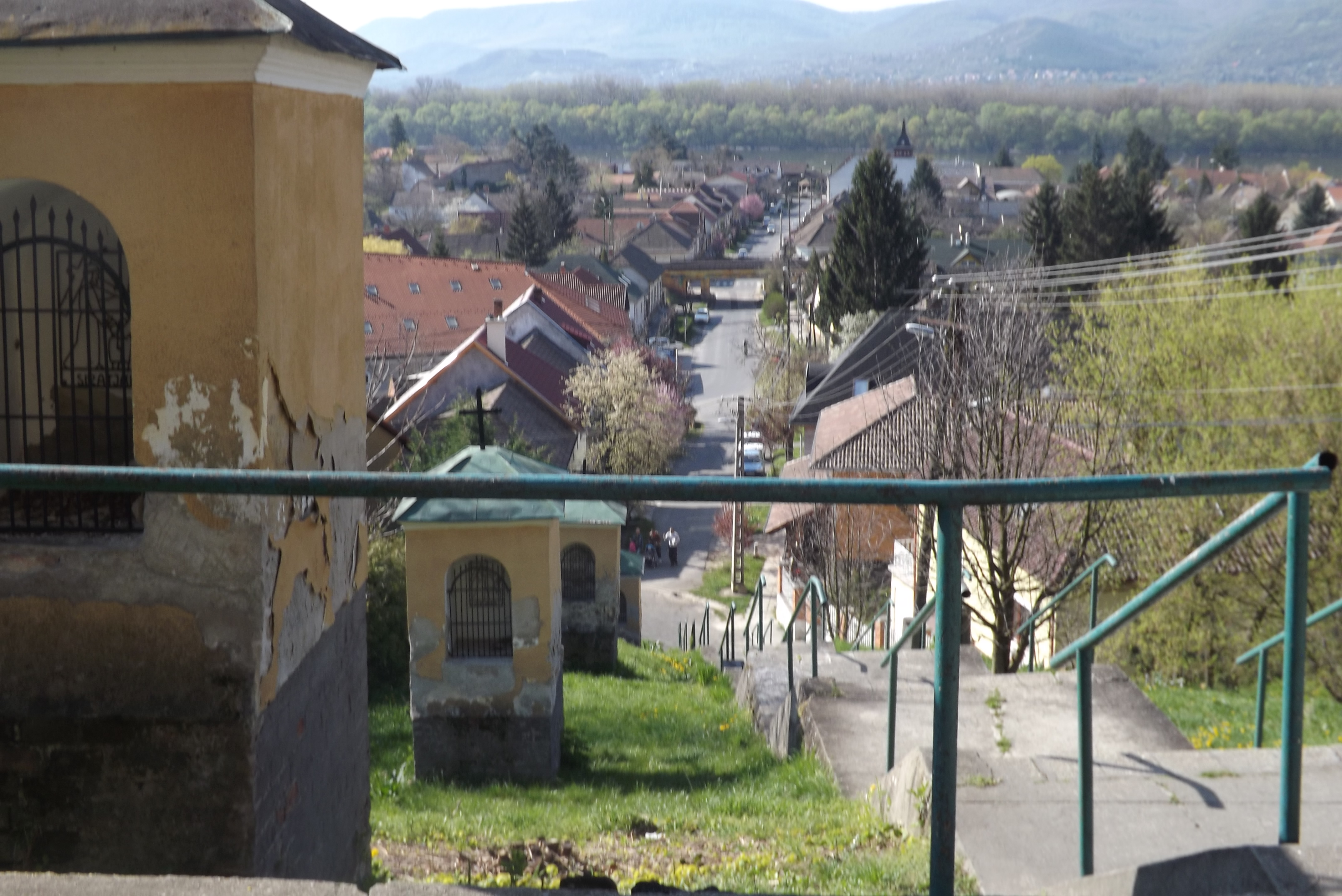
A katolikus templom stációi
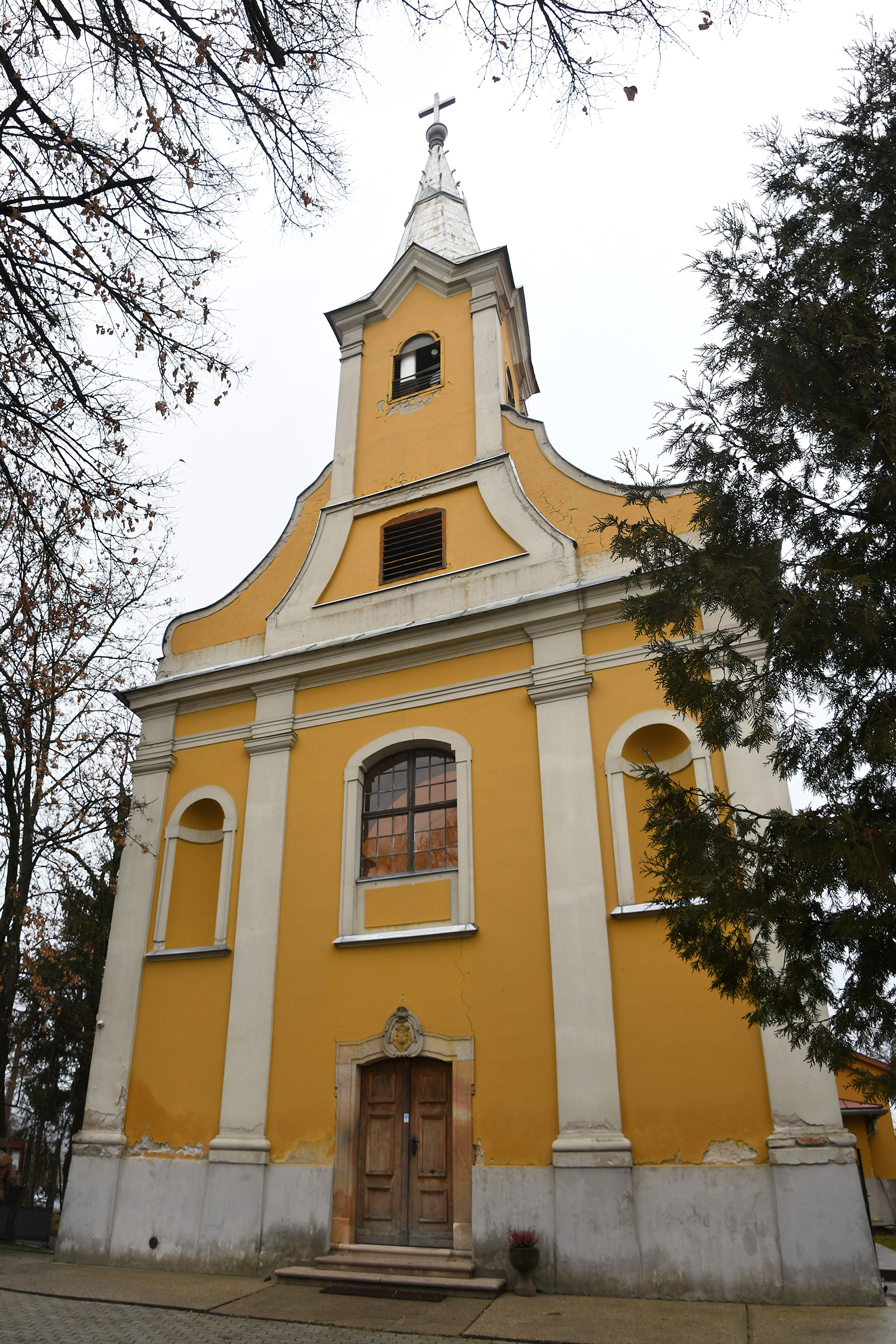
Katolikus templom
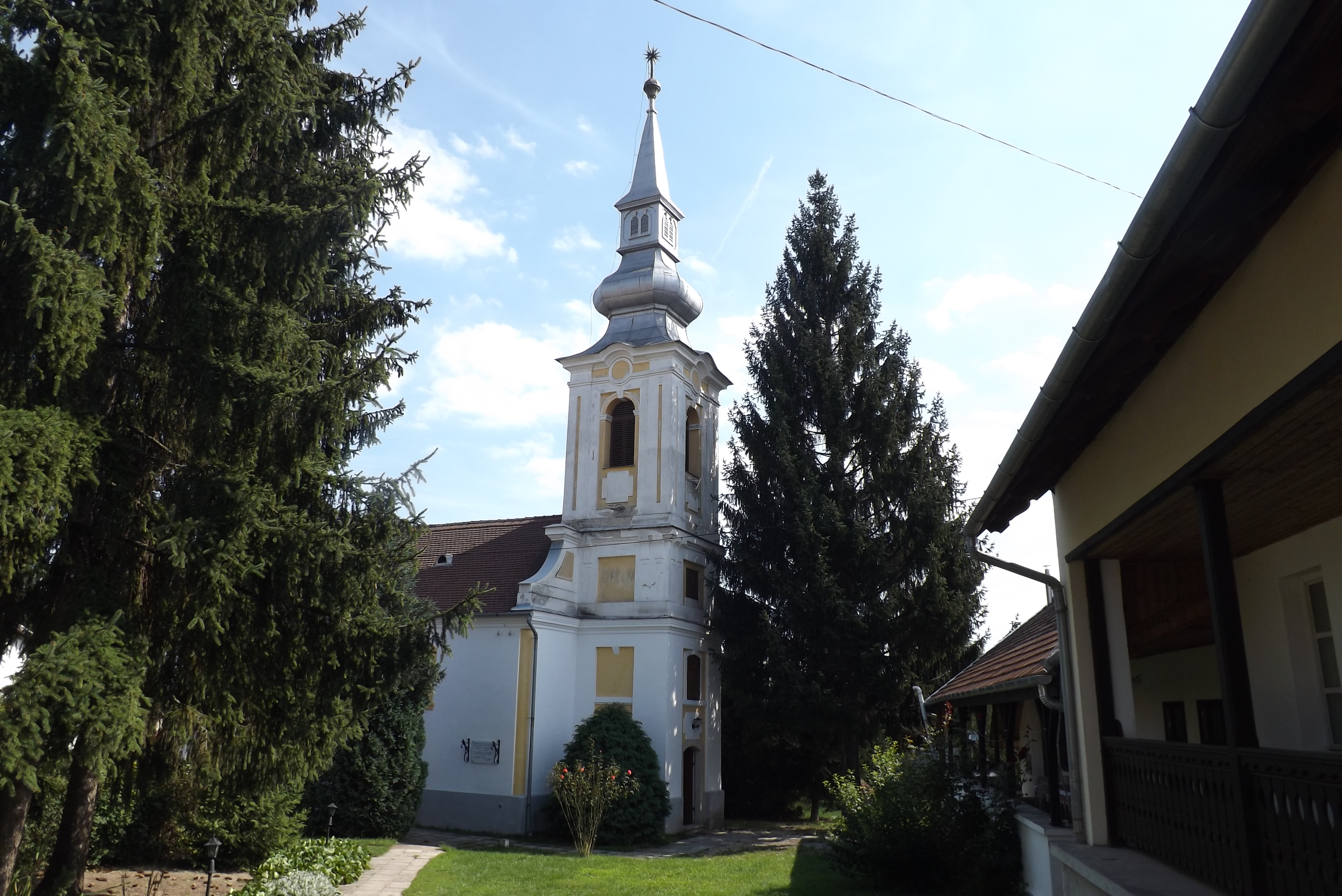
Református templom
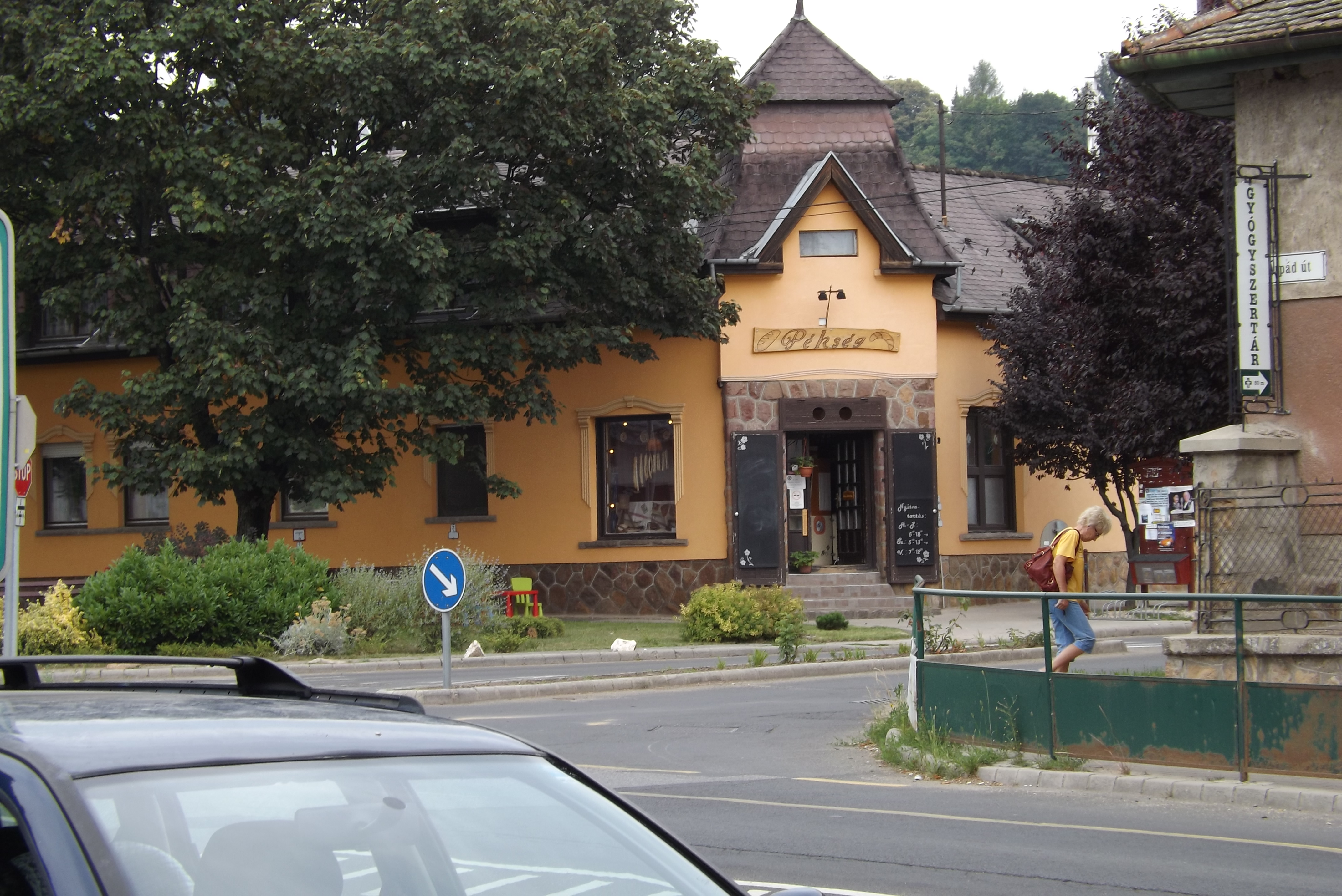
Verőce
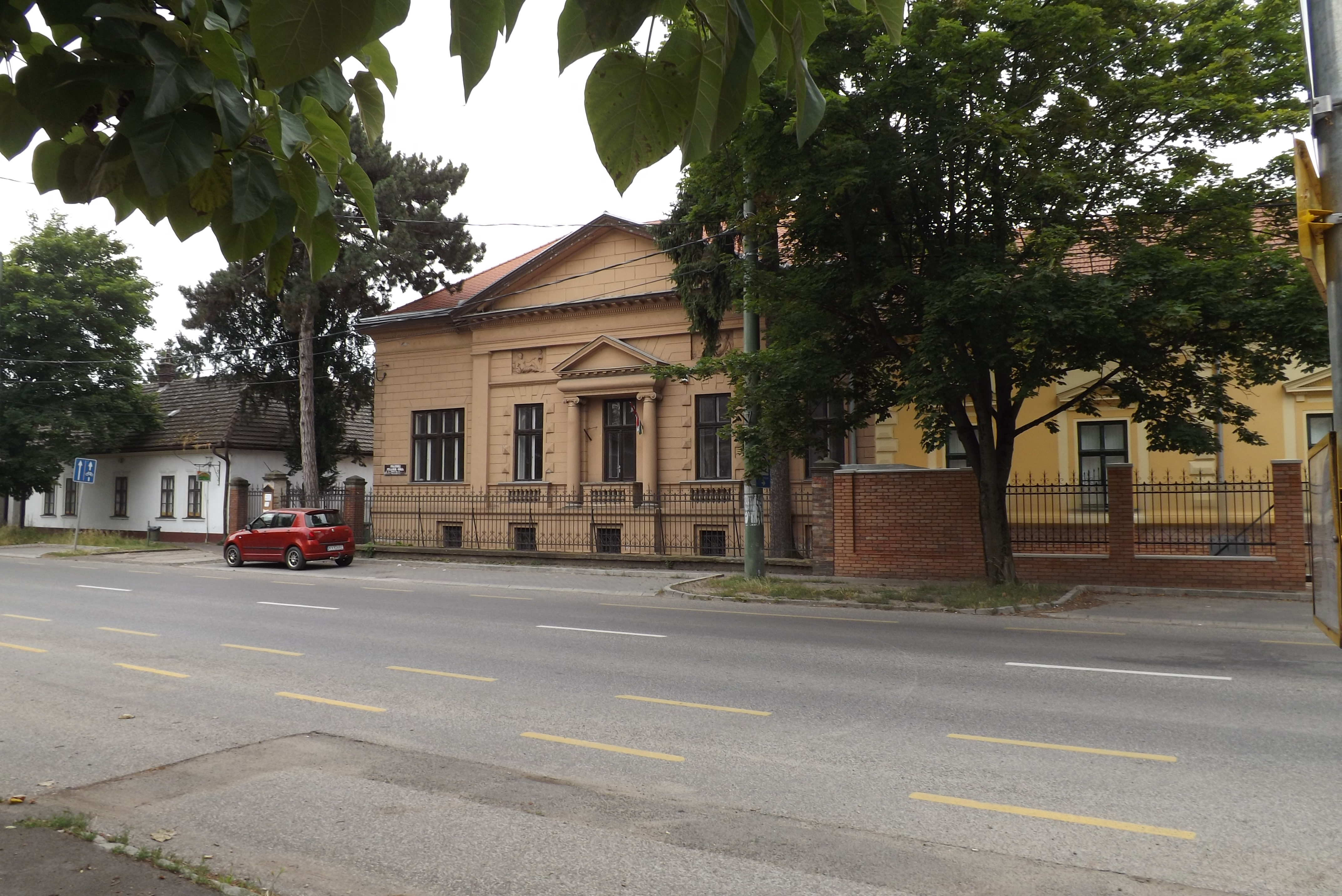
Verőce, főutcai látkép
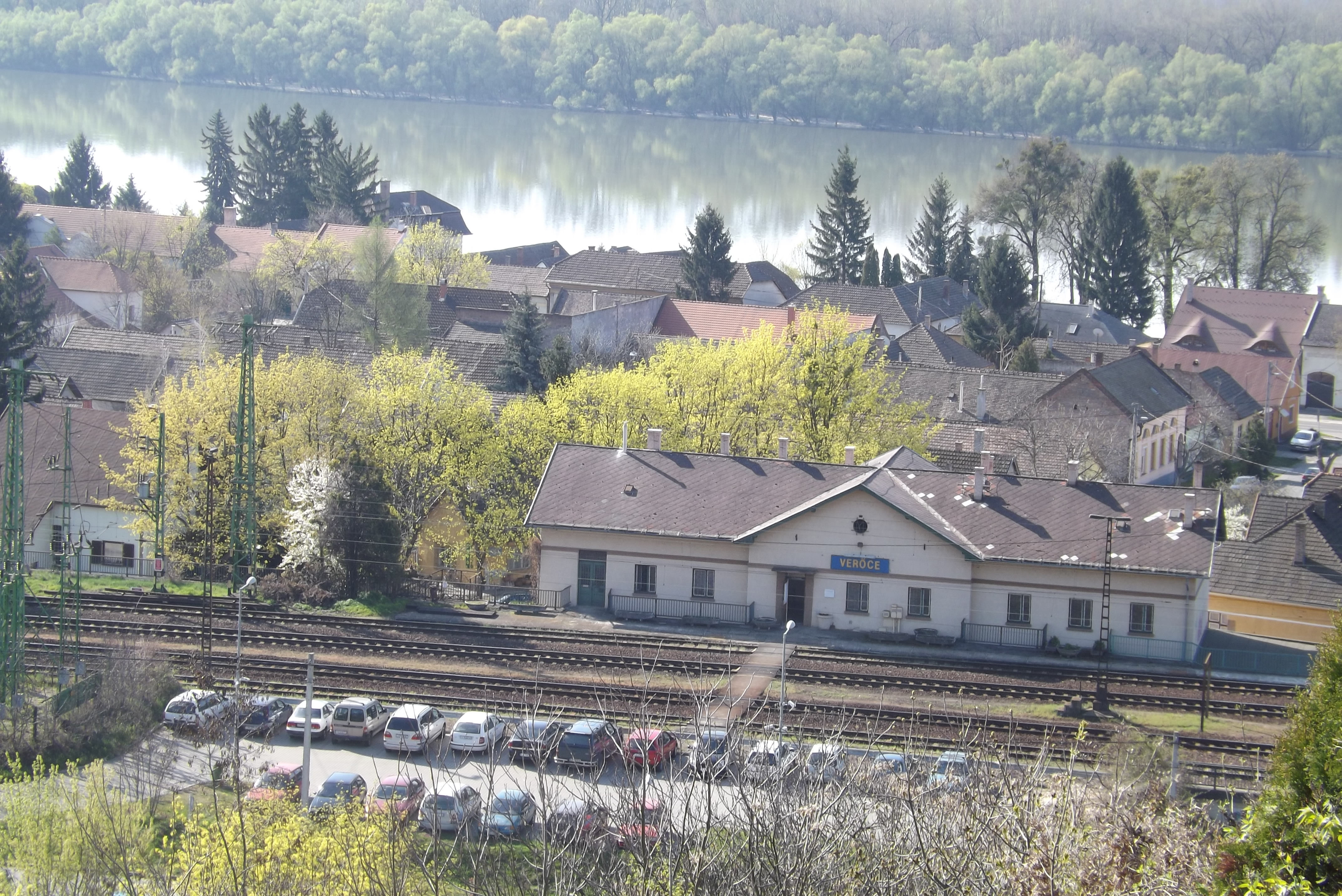
Állomás, Verőce
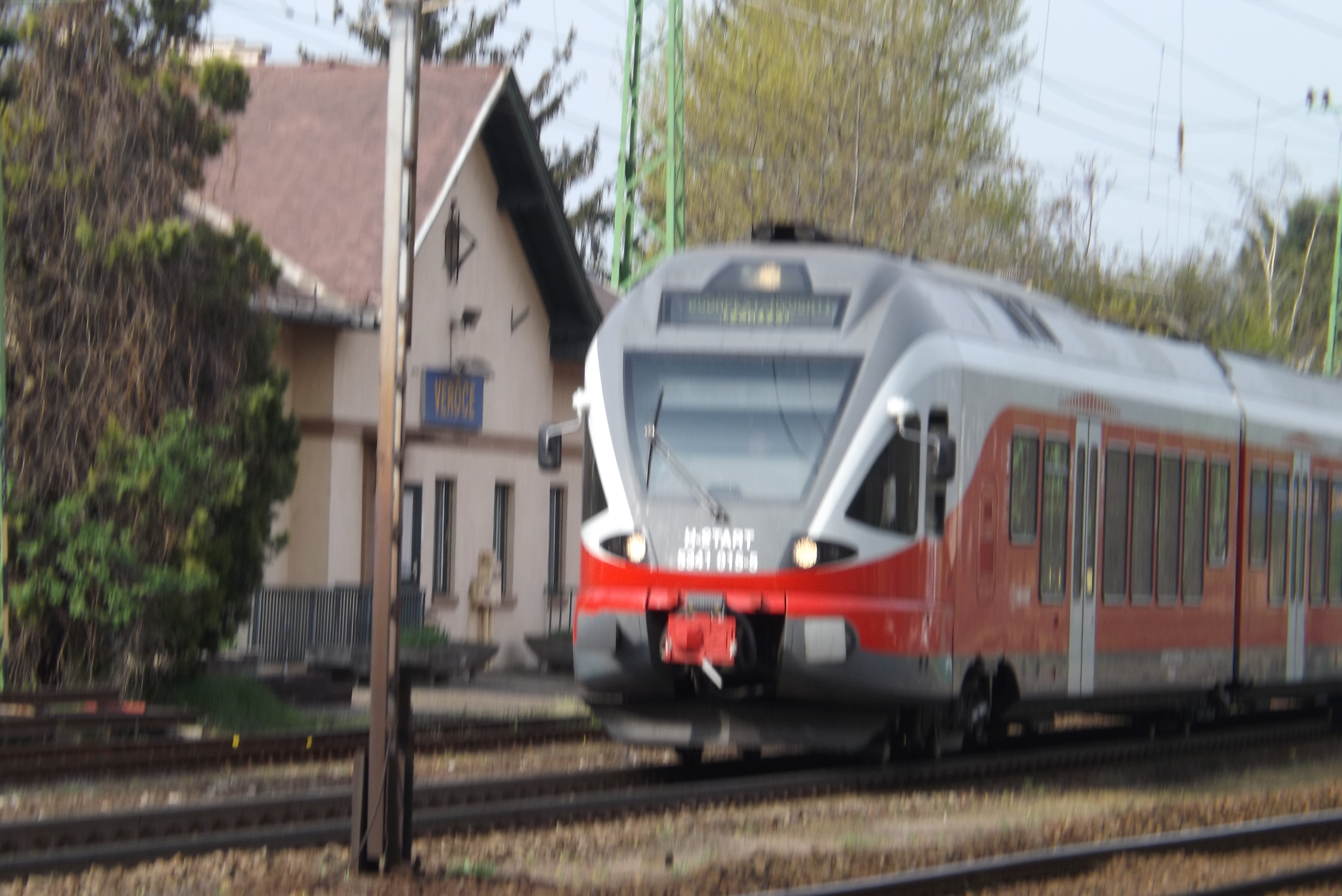
Verőce, Állomás